# غارهای بارابار
غارهای تپه بارابار (به انگلیسی: Barabar Hill Caves) (هندی बराबर، Barābar) قدیمی‌ترین غارهای سنگ‌تراشی صخره‌ای در هند هستند که قدمت آن به دوره امپراتوری مائوریا (۳۲۲–۱۸۵ قبل از میلاد مسیح) برمی‌گردد، برخی از غارها دارای کتیبه‌های آشوکانی هستند، این غارها در ناحیه مکدامپور در بخش جهان‌آباد، ایالت بیهار، هند و در فاصله ۲۴ کیلومتر (۱۵ مایل) از سمت شمال گایا واقع شده‌اند.
غارها در تپه‌های دوقلو به نام‌های بارابار (چهار غار) و ناگارجونی (سه غار) قرار دارند. غارهای در فاصله دورتر ۱٫۶ کیلومتر (۰٫۹۹ مایل) - تپه ناگارجونی گاهی اوقات به عنوان غارهای ناگارجونی شناخته می‌شود. این اتاقک‌های صخره‌ای دارای کتیبه‌های وقفی به نام «پادشاه پیاداسی» برای مجموعه غارهای بارابار و «دوانامپیا داشاراتا» برای مجموعه غارهای ناگارجونی هستند که گمان می‌رود قدمت آن به قرن سوم پیش از میلاد در دوره مائوریا برمی‌گردد که به ترتیب با دوره حکمرانی آشوکا (دوران سلطنت۲۷۳–۲۳۲ قبل از میلاد) و نوه‌اش داشاراتا مائوریا مطابقت دارد.  
تندیسی که بر روی درگاه ورودی غار لوماس ریشی حکاکی شده، قدیمی‌ترین اوجی شکل موجود از «طاق چایتیا» یا چاندراشالا است که برای قرن‌ها یکی از ویژگی‌های مهم معماری سنگ‌تراشی صخره‌ای هندی و تزئینات تندیسی بود. این فرم به وضوح یک بازنشر در سنگ ساختمانی از روی بناهای چوبی و سایر مواد گیاهی بود.  
این غارها توسط زاهدان فرقه آجیویکا استفاده می‌شد،  این فرقه توسط مکخالی گوسالا (Makkhali Gosala)، یک گوتاما بودا که در دوران بنیان‌گذار بودیسم می‌زیست، و مهاویرا، آخرین و بیست و چهارمین تیرتانکارای جینیسم تأسیس شد. آجیویکاها شباهت‌های زیادی به بودیسم و همچنین جینیسم داشتند. همچنین چندین تندیس حکاکی شده صخره‌ای بودایی و تندیس‌های هندو و کتیبه‌های مربوط به دوره‌های زمانی بعد از آن، در این محوطه وجود دارد.
بیشتر غارهای بارابار از دو اتاقک تشکیل شده که به‌طور کامل از گرانیت تراشیده شده و همراه با سطوح داخلی صیقل‌کاری عالی، «پولیش مائوریان» هستند که روی تندیس‌ها نیز موجود بوده و باعث جلوه‌های بازتابی هیجان‌انگیز می‌گردد. 
در کتاب گذری به هند نوشته نویسنده انگلیسی ادوارد مورگان فورستر، این غارها با عنوان تخیلی و غیر واقعی مارابار، درج گردیده است.
در سالیان اخیر، غارهای بارابار به دلیل تکان‌های شدید ناشی از انفجار معادن نزدیک آنها، صدمه فراوانی دیده‌اند. به دنبال بررسی یک گروه از باستان‌شناسان و زمین‌شناسان هندی، طبق اظهار آنها عوامل زیادی در ایجاد شکاف و ترک در این غارها نقش داشته‌اند ولی عامل اصلی این صدمه‌ها، تکان‌های شدید حاصل از انفجارهایی است که به‌طور مداوم در معادن نزدیک این منطقه روی می‌دهد.

## غارهای تپه بارابار

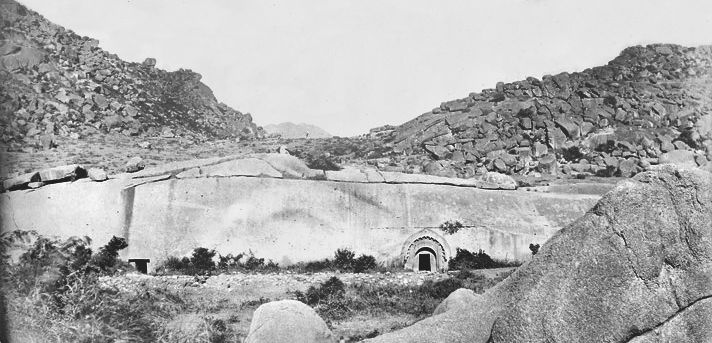
دورنمایی از تپه بارابار به همراه ورودی غارهای سوداما و لوماس ریشی

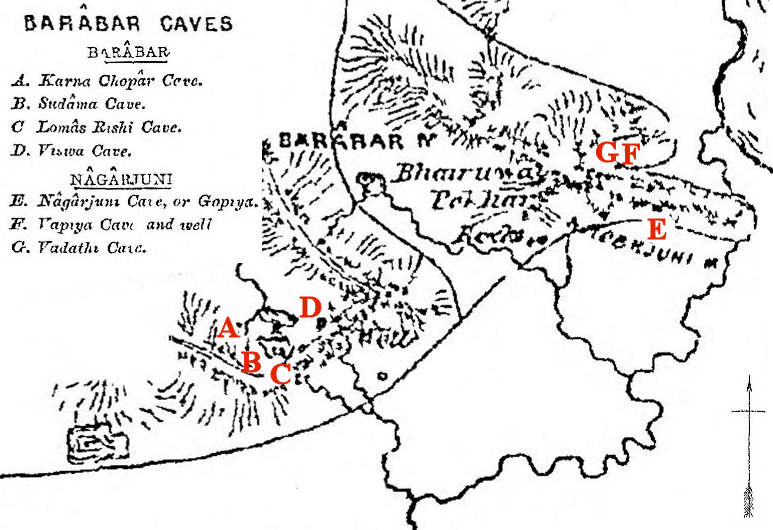
نقشه غارها در تپه بارابار و ناگارجونی

تپه بارابار دربرگیرنده چهار غار به نام‌های کاران چاوپار، لوماس ریشی، سوداما و ویسواکارما (Visvakarma) است. سوداما و لوماس ریشی از قدیمی‌ترین نمونه‌های معماری سنگ‌تراشی صخره‌ای در هند هستند، وفق اینکه جزئیات امور معماری در دوره مائوریا انجام گرفته است. نمونه‌های مشابه شامل چایتیا بزرگ بودایی در مهاراشترا یافت شده است که از جمله در غارهای آجانتا و غارهای کارلا می‌باشد. غارهای بارابار بر دیرمان معماری سنگ‌تراشی صخره‌ای در شبه‌قاره هند تأثیر فراوانی گذاشت.
- غار لوماس ریشی دارای سر در قوسی شکل است که از معماری چوبی هم دوره خود نسخه برداری کرده است. روی درگاه ردیفی از فیل نقش بسته است که به نظر می‌رسد در مسیر نماد استوپا، در امتداد فرسب منحنی، از دو سمت به سوی بالا و راس طاق در حال پیشروی هستند.[۲][۳][کدام صفحه؟]
- غار سوداما در سال ۲۶۱ قبل از میلاد، توسط آشوکا در دوران امپراتوری مائوریا پیشکش گردید. طاق غار سوداما کمانی شکل است. این غار شامل یک اتاقک با طاق دایره‌ای شکل و به همراه یک مانداپا مستطیلی است.
- کاران چاوپار (کارنا چاوپار) دارای تک اتاق مستطیلی شکل با سطوح صیقلی است و کتیبه‌ای در خود دارد که قدمت آن ممکن است به ۲۴۵ سال قبل از میلاد بازگردد.
- غار ویسوا کارما از طریق پلکان آشوکا که از روش کنده‌کاری روی صخره ایجاد شده، در دسترس بوده و شامل دو اتاق مستطیلی شکل است.

غار لوماس ریشی
غار لوماس ریشی به خاطر اینکه درگاه ورودی آن به‌طور زیبا حکاکی شده است، شاید مشهورترین غار از مجموعه غارهای بارابار باشد. این غار در ضلع جنوبی تپه گرانیتی بارابار قرار دارد و همجوار با غار سوداما است که در سمت چپ واقع شده است. غار لوماس ریشی از دو اتاق تشکیل شده است: یک اتاق مستطیلی شکل به ابعاد ۹٫۸۶x۵٫۱۸ متر و یک اتاق مدور نیمکره‌ای به قطر ۵ متر، که از اتاق مستطیلی شکل از طریق یک راه‌گذر باریک مستطیلی می‌توان به آن دسترسی پیدا کرد.
این غار دارای نمای قوسی شکل است که احتمال دارد از معماری چوبی هم دوران خود نسخه برداری کرده باشد. روی درگاه ردیفی از فیل نقش بسته است که به نظر می‌رسد در مسیر نماد استوپا، در امتداد فرسب منحنی، از دو سمت به سوی بالا و راس طاق در حال پیشروی هستند.  این از مشخصه فرم «طاق چایتیا» یا چاندراشالا است که برای قرن‌ها یک ویژگی با اهمیت در معماری و تندیس‌سازی صخره‌ای بوده است. آن به‌طور واضح بازتولید سنگی از بناهای چوبی و دیگر مواد گیاهی است. بنا بر اظهارات سواراج پراکاش گوپتا، غارهای کوندیویت و گونتوپالی (Guntupalli) وارث بلافصل غارهای لوماس ریشی هستند.
غار لوماس ریشی هیچ گونه کتیبه‌ای از آشوکا در خود ندارد، شاید به خاطر این بوده که غار به علت مخاطرات لغزش ساختار صخره هیچگاه تکمیل نشده است. هر چند به‌طور کلی نظر بر این است که به دلیل شباهت ساختار داخلی و میزان صیقل‌کاری سطوح سنگی، همچون دیگر غارها در حدود سال ۲۶۰ قبل از میلاد ایجاد شده باشد، دیوارها به جز طاق که در کنده‌کاری آن وقفه ایجاد شد، به‌طور کامل صیقل‌کاری شده‌اند. کتیبه‌ای از آنانتاوارمان که مربوط به قرن پنجم بعد از میلاد است در بالای درگاه ورودی قرار دارد.

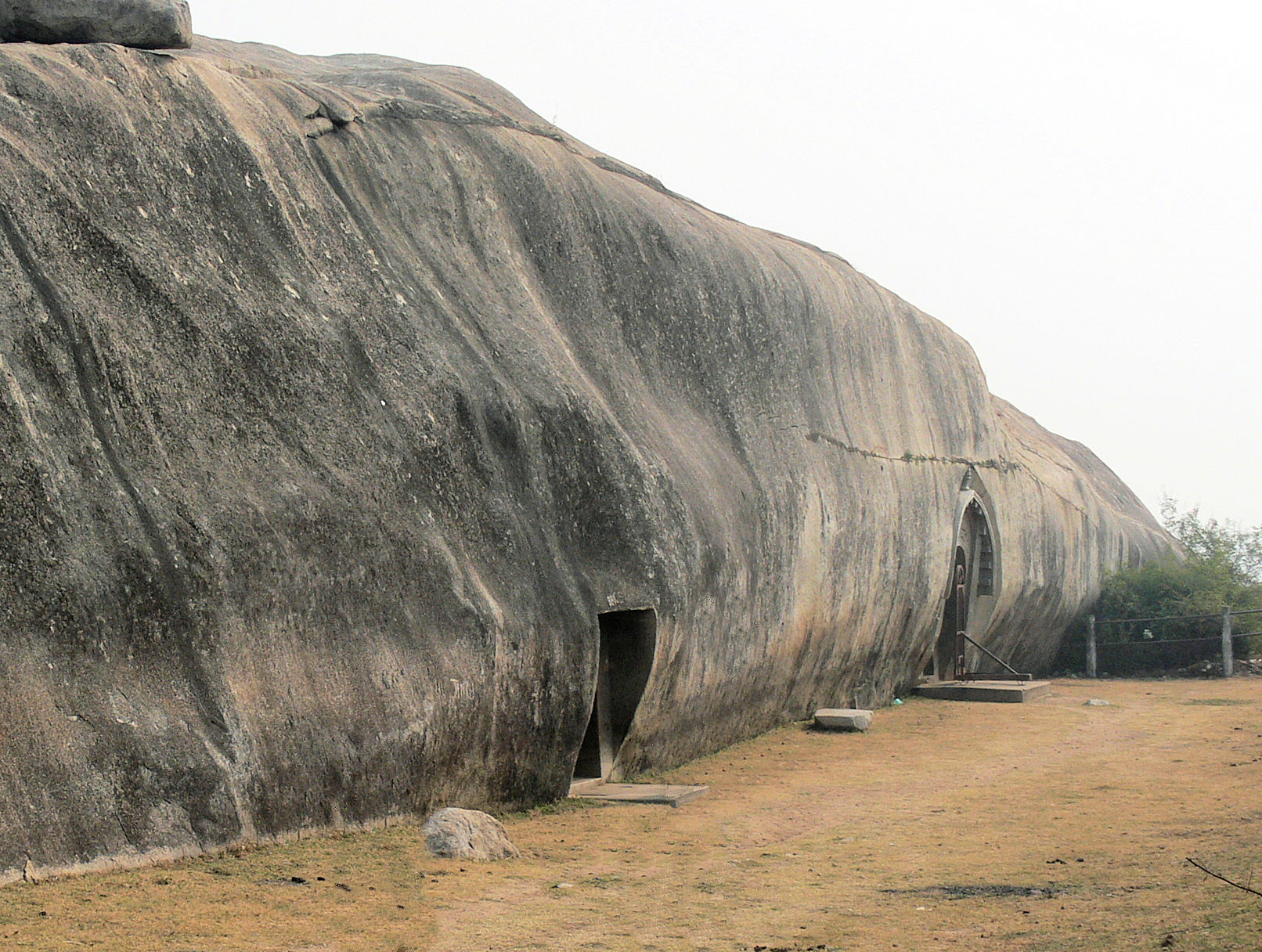
ورودی غار سوداما که در جوار آن قرار لوماس ریشی قرار گرفته است.

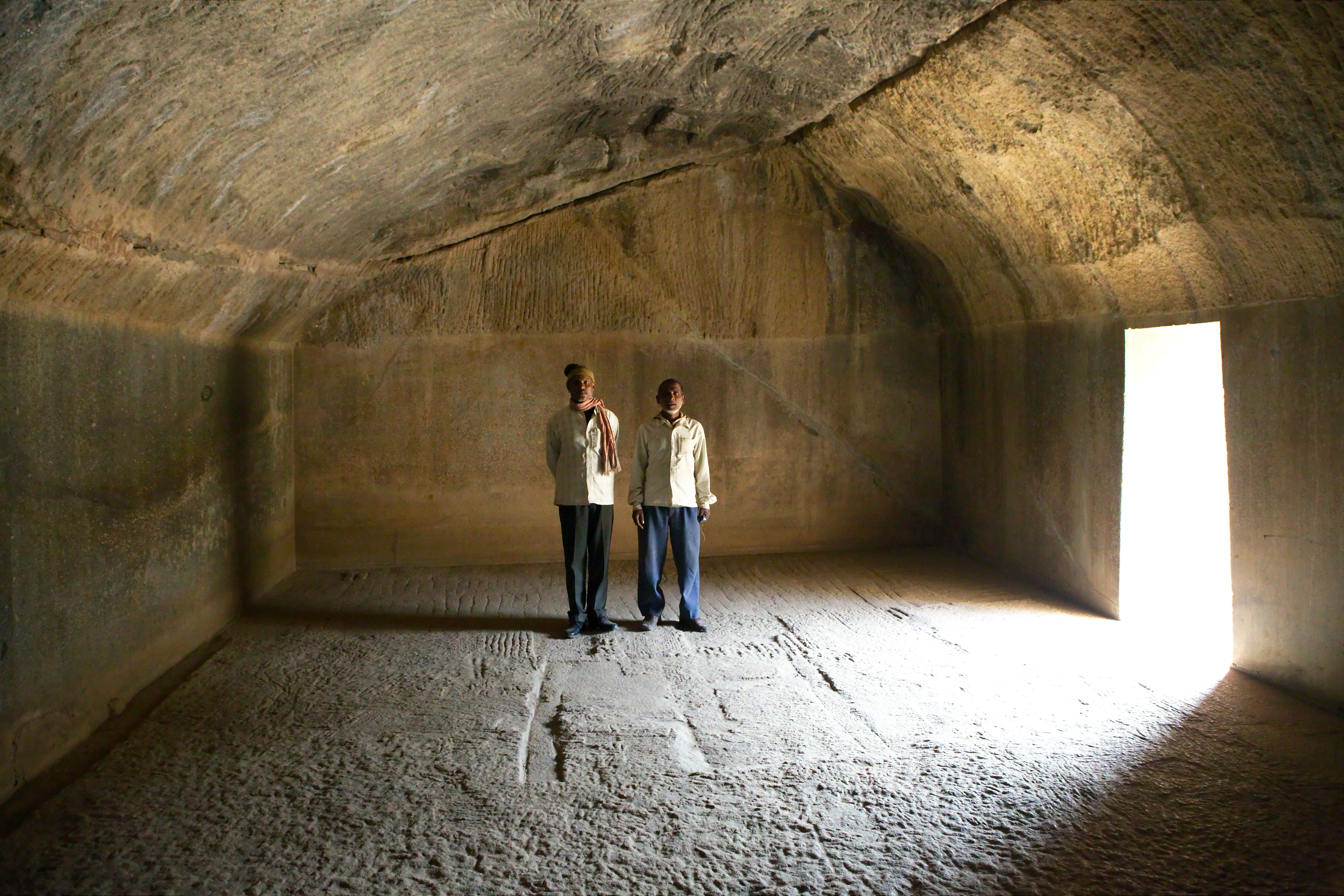
فضای درون غار لوماس ریشی (سقف و کف) که تکمیل نشده است.

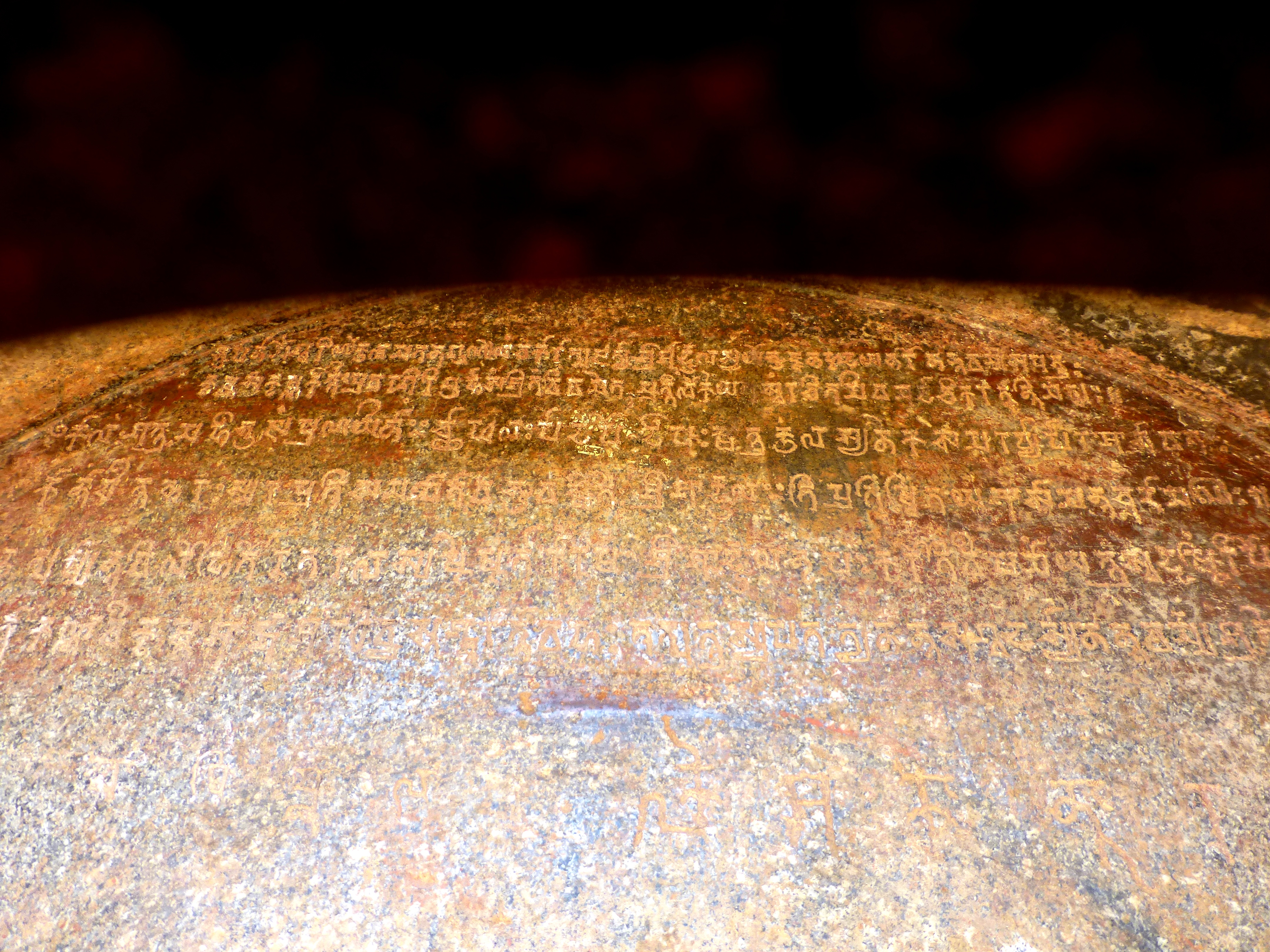
کتیبه‌ای از آنانتاوارمان مربوط به قرن پنجم در بالای درگاه ورودی.

طبق اظهارات گوپتا، این فرضیه که غار لوماس ریشی به دلیل وضعیت عدم اتمام کار ساخت غار موفق به دریافت کتیبه آشوکا نگردیده است با در نظر گرفتن این واقعیت که غار ویسواکارما هر چند هنوز تکمیل نشده بود ولی توسط آشوکا تقدیس سازی (وقف کردن) برای آن صورت گرفته بود، باعث تضعیف این فرضیه می‌شود.بنابراین تقدیس سازی (وقف کردن) یک غار می‌تواند در طی ساخت آن صورت پذیرد. این می‌تواند بر این امر دلالت کند که غار لوماس ریشی به همراه نقوش برجسته‌اش، در واقع به دوران بعد از حکمرانی آشوکا بازمی‌گردد.
در واقع گوپتا اعتقاد دارد که قدمت غار لوماس ریشی به بعد از دوران حکمرانی آشوکا و نوه‌اش داشاراتا بازمی‌گردد و در انتهای دوره امپراطوری مائوریا، آخرین حکمران این امپراطوری، امپراتور بریهادراتا ساخته شد و در پی قتل بریهادراتا طی کودتای پوشیامیترا، بنیانگذار سلسله شونگا، در سال ۱۸۵ قبل از میلاد ادامه ساخت غار به‌طور غیرمنتظره متوقف گردید. همچنین پوشیامیترا شونگا به آزار و اذیت بودایی‌ها و آجیویکاها معروف است که همین امر بر توقف فوری و عدم ادامه ساخت غار دلالت دارد.
پرسمانی پیرامون تاریخ و وابستگی مذهبی
آشوکا در دوازدهمین سال سلطنت خود، هنگامی که هنوز سیر تکاملی مذهب خود به سمت بودایی را به اتمام نرسانده بود، غارهای سوداما و ویسواکارما را به زاهدانی به نام آجیواکا اختصاص داد. هویت دقیق آجیواکاها هنوز به خوبی شناخته نشده است، و حتی مشخص نیست که آنها انشعابی از بودیست یا جین بوده باشند.
همان‌طور که از احکام آشوکا مشخص است، آشوکا غارهای لوماس ریشی و کارنا چوپار را در زمانی که هوادار راسخ بودیسم شده بود، ساخته است. در ابتدا، بر اساس خواندن متنی از کتیبه‌ای در درگاه غار که پیش از این انجام شده بود، تصور بر این بود که غار کارنا چوپار ممکن است به بودایی‌ها اختصاص داده شده باشد ولی این مطلب توسط هری فالک در سال ۲۰۰۷ تصحیح گردید: مطالب خوانده شده جدید نشان می‌دهد که غار کارنا چوپار هم به آجیویکاها اختصاص داده شده بود. از آنجایی که به غار لوماس ریشی هیچ کتیبه‌ای وقف نگردیده است می‌توان این تصور را در پیش گرفت که شاید این غار به بودایی‌ها اختصاص داده شده باشد. وابستگی غار لوماس ریشی به بودیسم هر چند به اثبات نرسیده است، ولی با توجه به این واقعیت که معماری درگاه ورودی غار لوماس ریشی به مرجعی برای گسترش قوس طاق چایتیا در معماری غار بودایی در چند قرن بعد گردید، دارای نتیجه منطقی است، با توجه با این نکته که غارهای مربوط به آیین جین یا هندوها، در اصل از این مدل معماری دنباله‌روی نمی‌کنند. این امر هم چنین بدین مفهوم است که تزئینات درگاه غار لوماس ریشی یک نوآفرینی بودایی بود که طی قرن‌های بعد در معماری بودایی سرمشق قرار گرفت. بعد از غارهای بارابار، قدمت قدیمی‌ترین رهبانگاه سنگ‌تراشیده بودایی به قرن اول قبل از میلاد در گهات غربی در غرب هند، همچون غارهای کوندیویت در گهات شرقی و غارهای گوندوپالی، بازمی‌گردد.
غار سوداما
غار سوداما در ضلع جنوبی تپه گرانیتی بارابار قرار دارد. این غار نزدیک غار لوماس ریشی و سمت چپ آن قرار دارد. این غار شامل دو اتاق است که یک اتاق مستطیلی شکل به ابعاد ۹٫۹۸x۵٫۹۴متر بوده و دیگری اتاق نیم‌کره‌ای به قطر ۶ متر است که از طریق یک راه گذر باریک مستطیلی از اتاق مستطیلی شکل در دسترس قرار می‌گیرد. ممکن است این غار اولین غار از این مجموعه باشد که حفر گردیده است. همانگونه که از کتیبه یافت شده در درگاه ورودی غار، به خط براهمی و با به‌کارگیری رویه نام او (پریادارسین، «کسی که با خود شادمانی می‌آورد») مشهود است، این غار توسط امپراتور آشوکا در سال ۲۵۷ قبل از میلاد (دوازدهمین شال حکمرانی او) اهداء گردیده است در حالی که به غار لوماس ریشی از سوی امپراتور هیچ کتیبه‌ای اختصاص داده نشده بود:

𑀮𑀸𑀚𑀺𑀦𑀸 𑀧𑀺𑀬𑀤𑀲𑀺𑀦 𑀤𑀼𑀯𑀟 𑀯𑀲𑀪𑀺𑀲𑀺𑀢𑁂𑀦𑀸
𑀇𑀬𑀁 𑀦𑀺𑀕𑁄𑀳𑀓𑀼𑀪𑀸 𑀤𑀺𑀦 𑀆𑀚𑀺𑀯𑀺𑀓𑁂𑀳𑀺
Lājinā Piyadasinā duvāḍasa-[vasābhisitenā] / [iyaṁ Nigoha]-kubhā di[nā ājivikehi]
"By King Priyadarsin, in the 12th year of his reign, this cave of Banyans was offered to the Ajivikas."— Ashoka inscription of the cave of Sudama
سقف غار قوسی شکل است. غار از یک اتاقک مدور طاقدار و یک اتاق طاقدار مستطیلی به فرم مانداپا تشکیل شده است. دیواره‌های درونی غار نمایانگر شاهکار حرفه‌ای است: سطوح گرانیتی کاملاً صاف و صیقل کاری شده که بازتاب آئینه‌ای به وجود می‌آورند.از سوی دیگر، سطوح تخت و صاف، صدا را منعکس کرده، پدیده پژواک خیلی چشمگیر ایجاد می‌کند. این ویژگی در همه غارهای بارابار مشترک است و با تقویت ارتعاش و هارمونی، به نظر می‌رسد برای آواز و وردهای راهبان مطلوب است. تمام غارهای بارابار، کم و بیش از این نمود داخلی صیقل‌کاری شده برخوردار هستند، به جز غار لوماس ریشی که بر همان اصول طراحی گردیده بود ولی تکمیل فضای داخلی آن نیمه کاره باقی مانده است.
غار کاران چاوپار

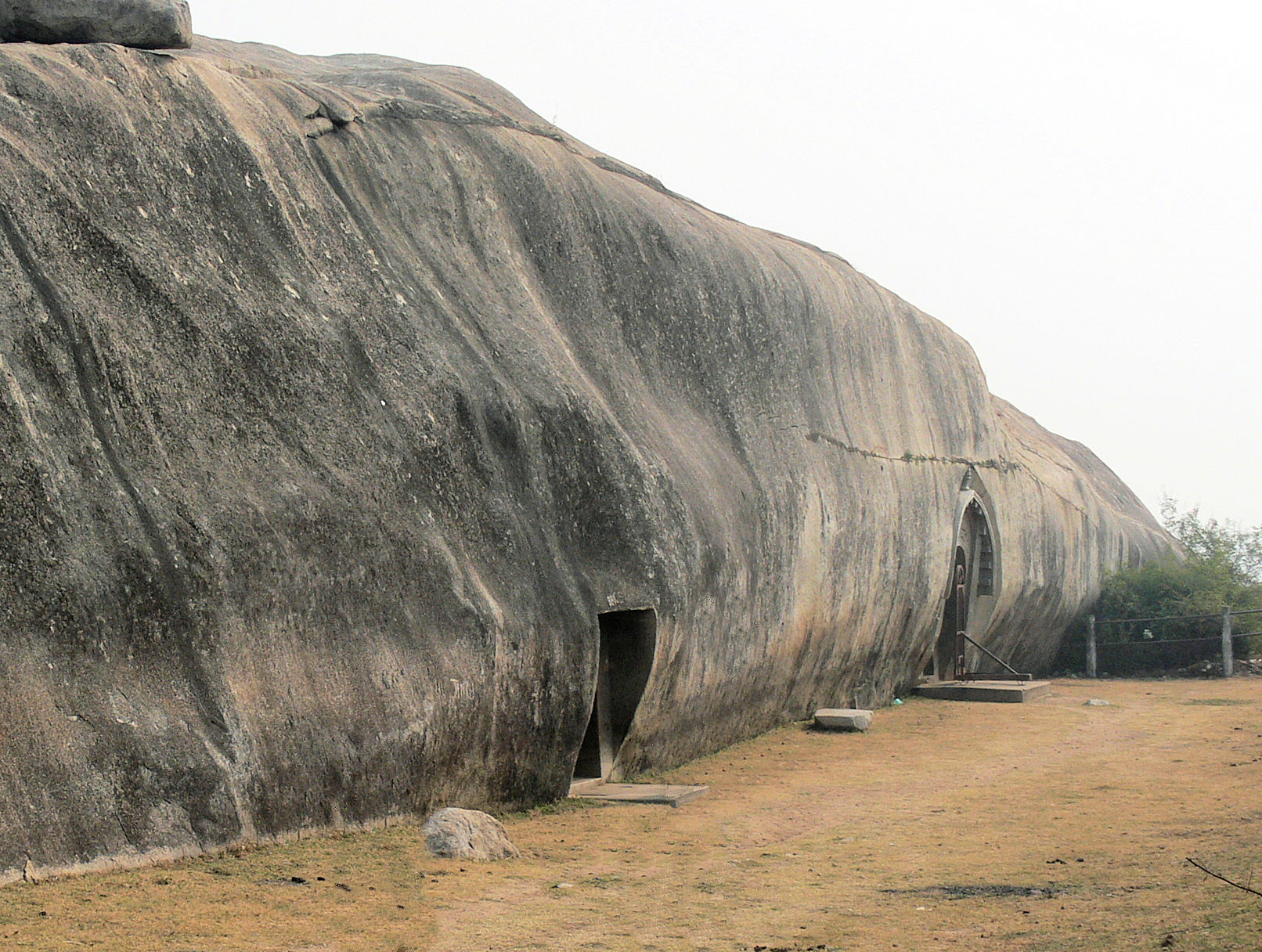
درگاه ورودی غار سوداما.

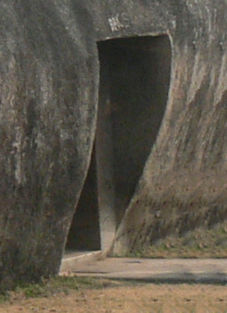
ورودی غار سوداما.

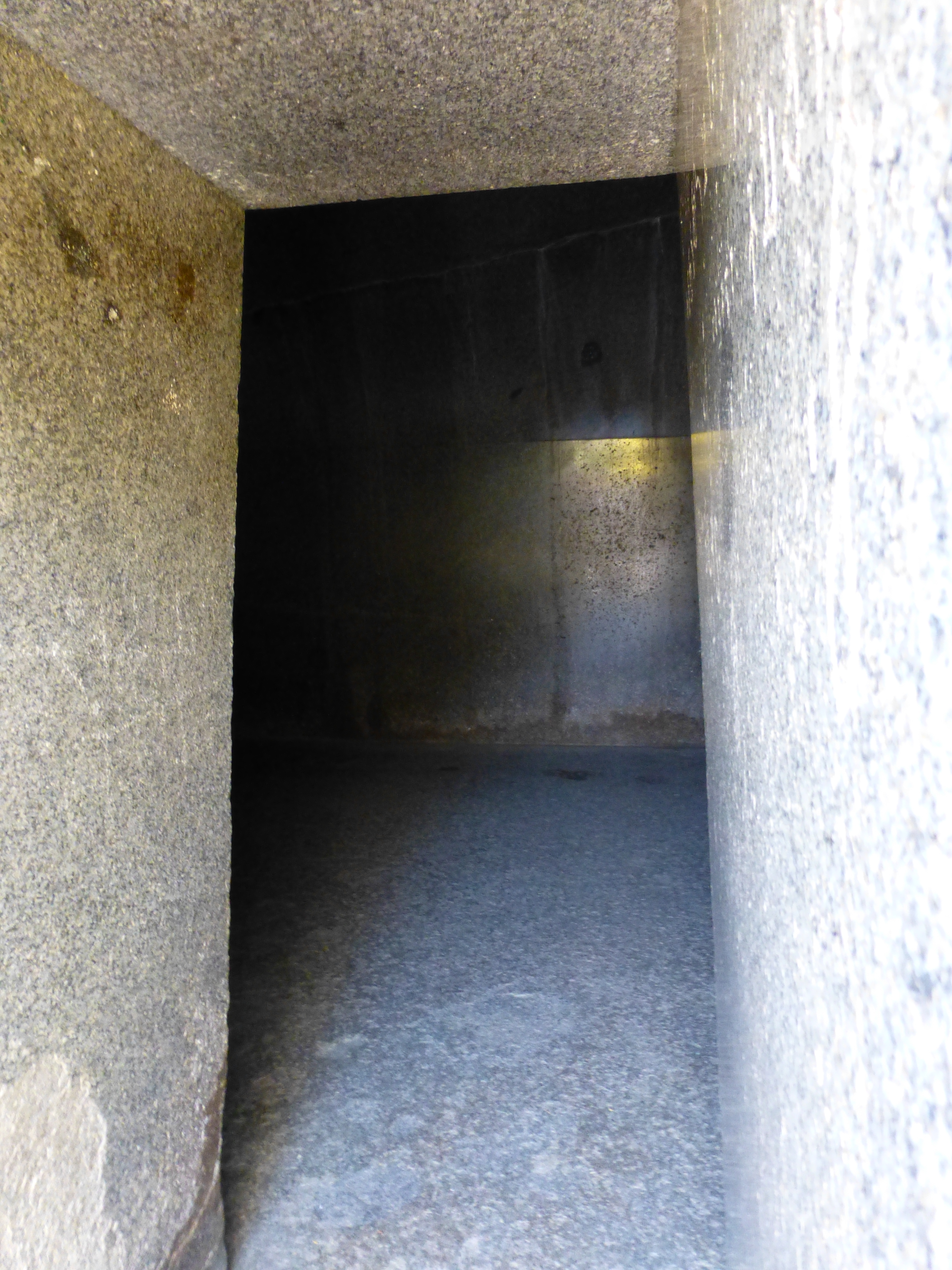
راه‌گذر ورودی غار سوداما.

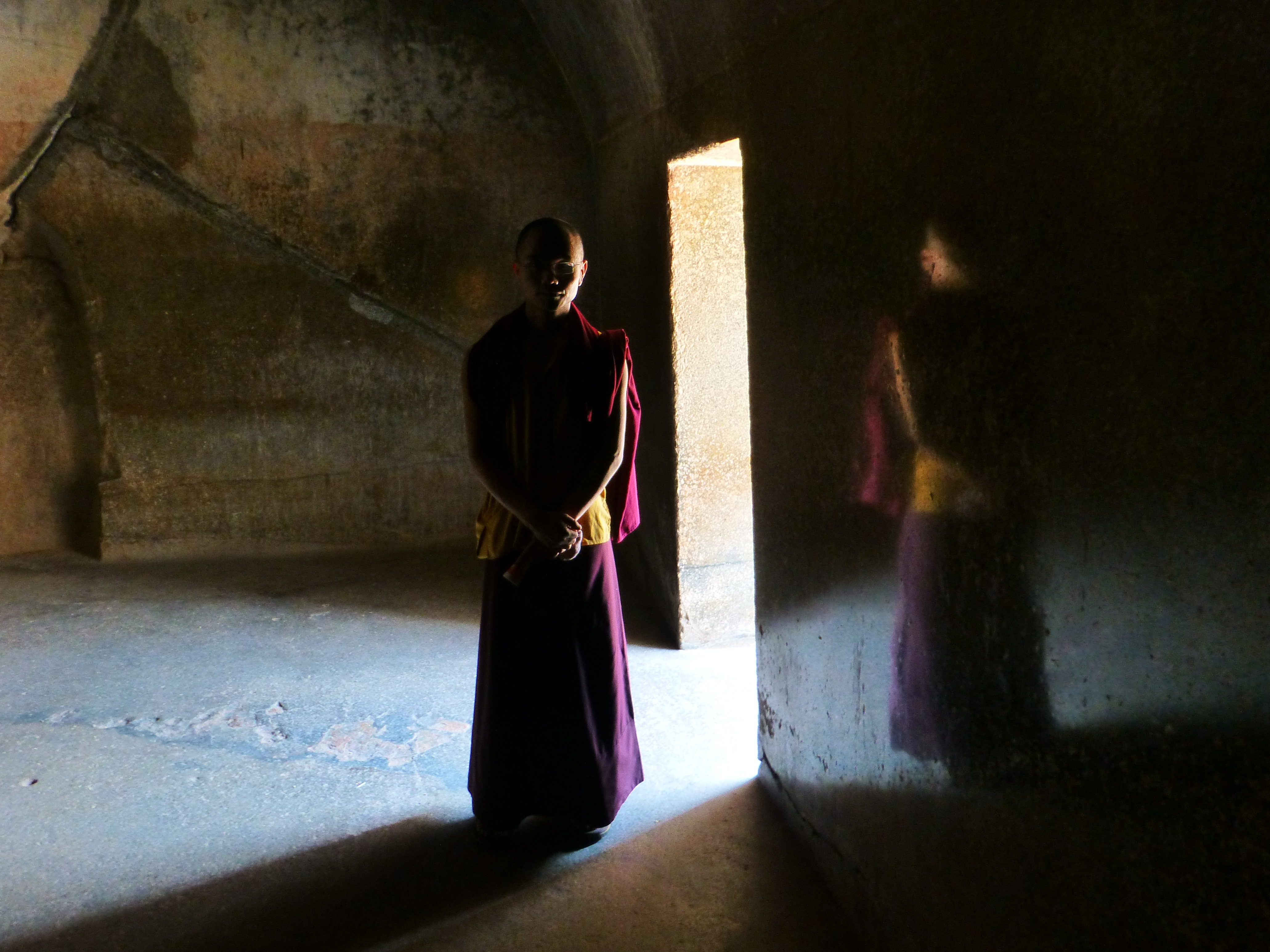
دیواره درون غار که سطوح گرانیتی به‌طور کامل صیقل‌کاری شده است (انعکاس تصویر قابل مشاهده است).

کاران چاوپار که نیز با نام کارنا چاوپار هم معروف است در ضلع شمالی تپه گرانیتی بارابار قرار دارد. این غار تک اتاق مستطیلی شکل به ابعاد ۱۰٫۲x۴٫۲۷متر و با سطوح صیقل‌کاری شده است. این غار دارای یک کتیبه از آشوکا مربوط به نوزدهمین سال حکمرانی او، حدود ۲۵۰ سال قبل از میلاد است که در سمت بیرون غار و سمت راست درگاه ورودی قرار دارد.
در ابتدا با استناد به ترجمه سال ۱۹۲۵ یی. هولچ (E. Hultzsch) گمان بر این بود که کتیبه آشوکا در غار کارنا چاوپار اشاره‌ای به آجیویکا ندارد و بیشتر به خلوت‌گزینی ممارست بودایی در فصل باران مربوط باشد. اضافه بر این، نشان صلیب شکسته وارونه و فلش رو به بالا در انتهای نوشته‌های کتیبه ( ) بیشتر مربوط به کارکتر بودایی است. تمام این موارد نمایانگر این است که غار برای راهبان بودایی طراحی شده بود. هرچند، هری فالک در سالیان اخیر با برداشت جدیدی نشان داد که در واقع غار به آجیویکاها تخصیص داده شده بود.
برگردان قدیمی متن کتیبه به انگلیسی
"In my 19th year of reign, I, King Priyadarsin,
offered this cave of the very pleasant mountain of
Khalatika, to serve as shelter during the rainy
season."— کتیبه آشوکا در غار کاران چاوپار، ترجمه به انگلیسی توسط یی. هولچ در سال ۱۹۲۵. 
برگردان تصحیح شده متن کتیبه به انگلیسی توسط هری فالک در سال ۲۰۰۷ که بعد از تمیز کردن سنگ و بازبینی آن انجام گرفت.
"When King Priyadarsin had been annointed 19 years,
he went to Jalūṭha and then this cave (called) Supriyekṣā,
was given to the Ajivikas."— کتیبه آشوکا در غار کاران چاوپار. ترجمه شده به انگلیسی توسط هری فالک در سال ۲۰۰۷. 
به ویژه، فالک خط آخر متن کتیبه را به این نحو معادل سازی کرد، 𑀲𑀼𑀧𑀺𑀬𑁂𑀔𑀆𑀚𑀺𑀯𑀺𑀓𑁂𑀳𑀺𑀤𑀺𑀦𑀸 (Su[p]i[y]ekha (Ajivikehi) dinā) که ترجمه آن به انگلیسی معادل "Supriyekṣā was given to the Ājivikas" است.
در انتهای یک طرف غار، نیمکت سنگ‌تراشی شده وجود دارد که ممکن است برای نشستن یا خوابیدن باشد.
در راهرو ورودی یک کتیبه مربوط به دوره گوپتا وجود دارد که به واژه «Daridra Kantara» (غار تهیدستان) اشاره کرده است.یک خرپشته که با تندیس‌هایی از بودا زینت آرایی شده در نزدیکی درگاه ورودی قرار دارد، این خرپشته مولفه دیگری است که نمایانگر تعلق این غار به بودایی‌ها می‌باشد.
غار ویسواکارما

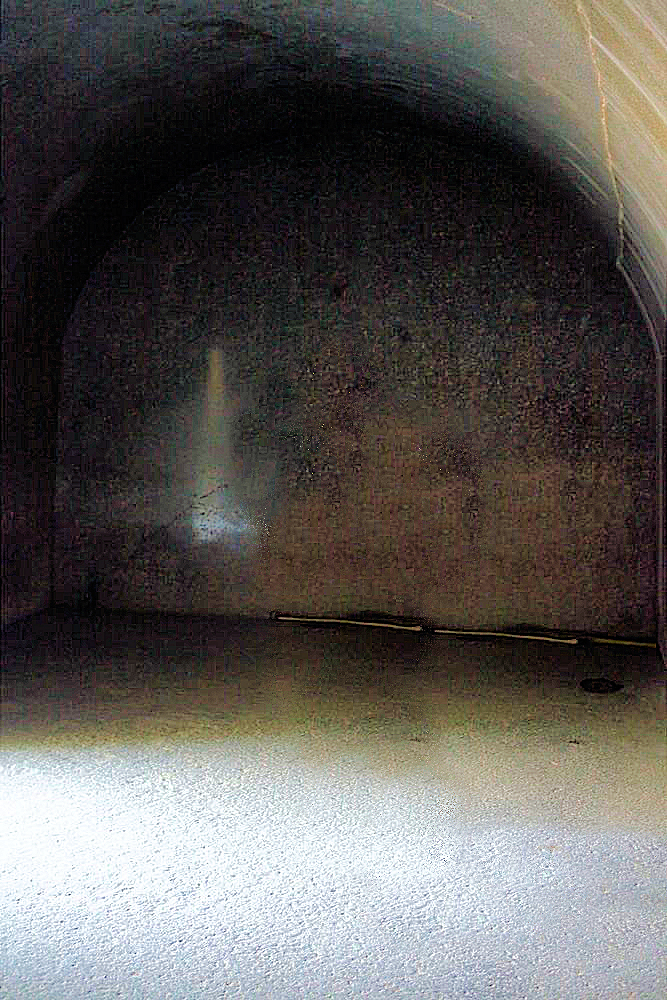
فضای درونی غار

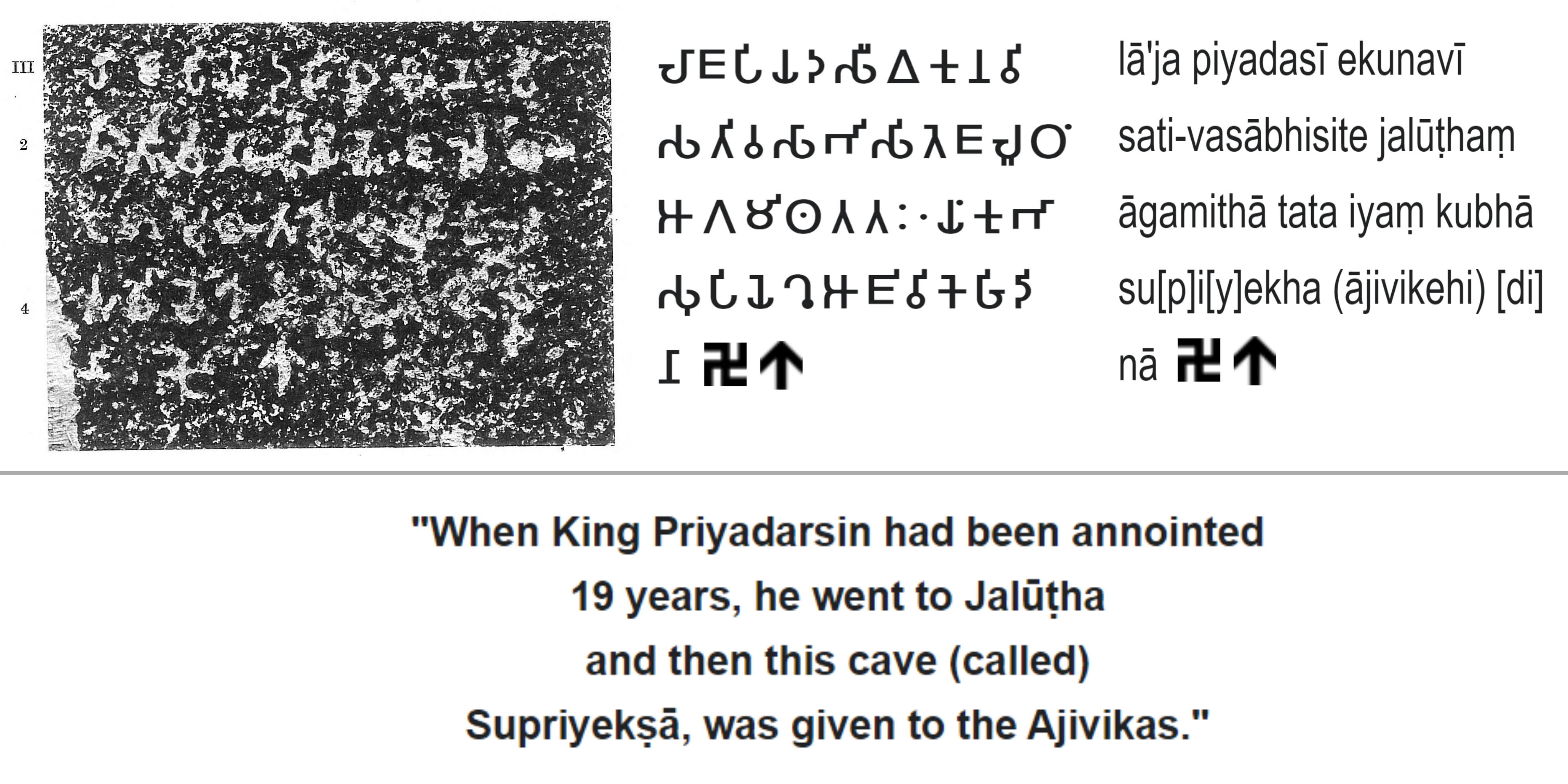
کتیبه‌ای که آشوکا به آجیکاواها اهداء کرد.

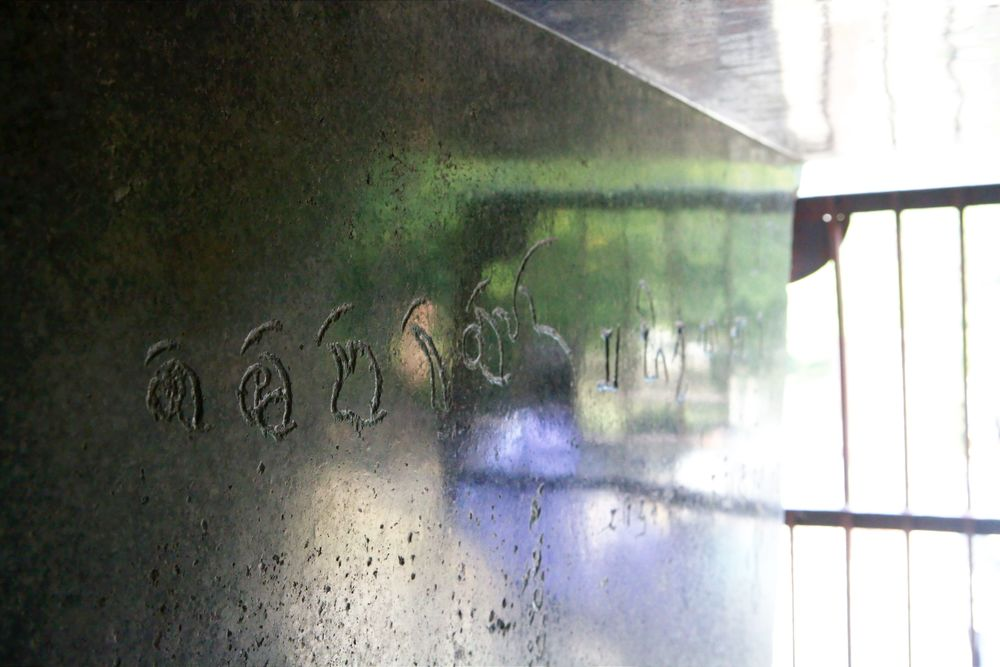
کتیبه مربوط به دوره گوپتا (در پشت زمینه) که به واژه «Daridra Kantara» (غار تهیدستان) اشاره کرده است.

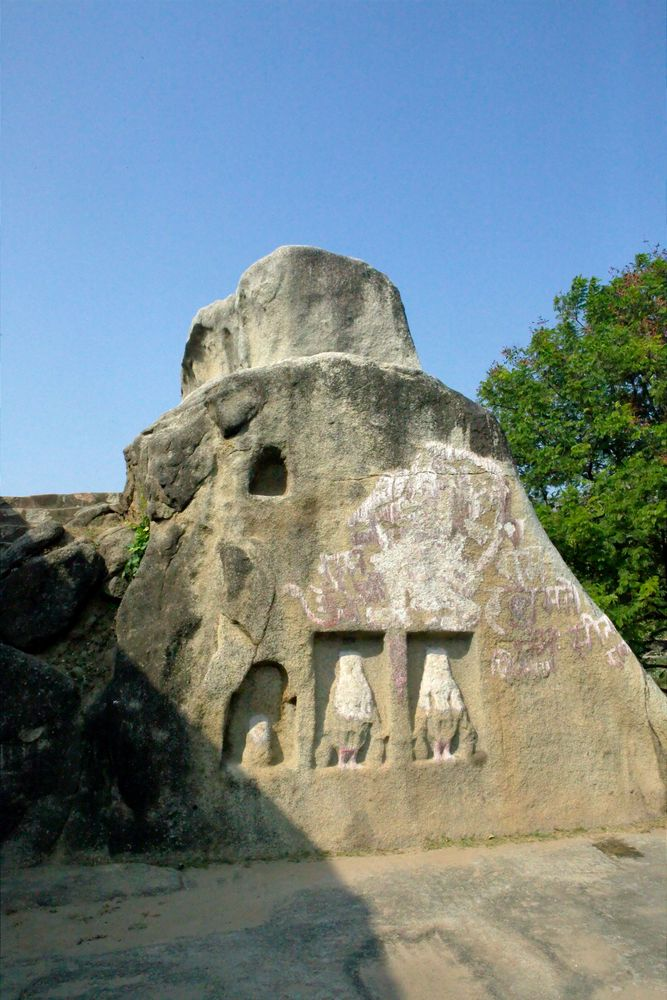
خرپشته در بیرون غار که با تندیس‌هایی از بودا زینت‌آرایی شده است.

غار ویسواکارما که به نام ویسوا میترا هم معروف است از طریق «راه‌پله آشوکا» که بر روی صخره کنده‌کاری شده، در دسترس است.
این غار شامل یک اتاق مستطیلی شکل است که از یک سمت در حد وسیعی به سمت بیرون روباز بوده و به نوعی ایوان دراز تلقی می‌شود، و یک اتاق نیم کره تکمیل نشده است: ابعاد اتاق مستطیلی شکل ۴٫۲۷x۲٫۵۴متر و قطر اتاق مدور ۲٫۸ متر است. اتاق مستطیلی شکل از طریق راه‌گذر باریک ذوزنقه‌ای شکل به اتاق مدور مرتبط می‌شود.
آشوکا این غار را در دوازدهمین سال حکمرانی خود، حدود سال ۲۶۱ قبل از میلاد به فرقه آجیویکا تخصیص داد:
"By King Priyadarsin, in the 12th year of his reign, this cave of Khalatika Mountain was offered to the Ajivikas. "— - کتیبه آشوکا در غار ویسواکارما 
غار ویسواکارما، بادر نظر گرفتن این واقعیت که ساخت آن تکمیل نشده بود، با این وجود توسط آشوکا به فرقه آجیویکا تخصیص داده شد. این امر، این نظریه را که غار لوماس ریشی به خاطر عدم تکمیل، هیچ کتیبه‌ای توسط آشوکا به آن اختصاص داده نشده است، تا حدودی با چالش مواجه می‌سازد. این نظریه مبنی بر اینکه غار لوماس ریشی همراه با نقوش برجسته‌اش، در واقع بعد از آشوکا و در سال ۱۸۵ قبل از میلاد ساخته شده است، توجیه‌پذیر می‌باشد. هر چند این ابهام را مرتفع نمی‌کند که به چه دلیل به خاطر عدم وجود مشکل مشخصی، ساخت غار ویسواکارما که دچار وقفه شده بود در سال ۲۶۰ قبل از میلاد تخصیص داده شد، نظر به اینکه ۷ سال بعد، آشوکا غار کاران چاوپار را که ساخت آن به پایان رسیده بود به فاصله زمانی کمی از آنجا وقف کرد. ویسواکارما تنها غار از این مجموعه است که هیچ گونه کتیبه «تاریخی»، بعد از دوره آشوکا در خود ندارد.

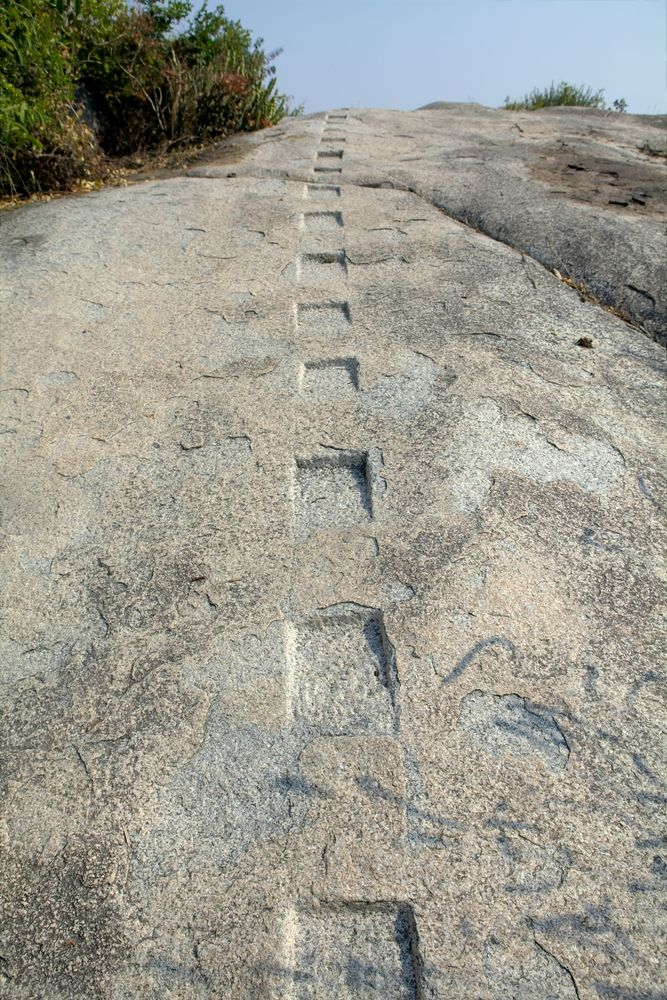
راه‌پله منتهی به غار ویسواکارما

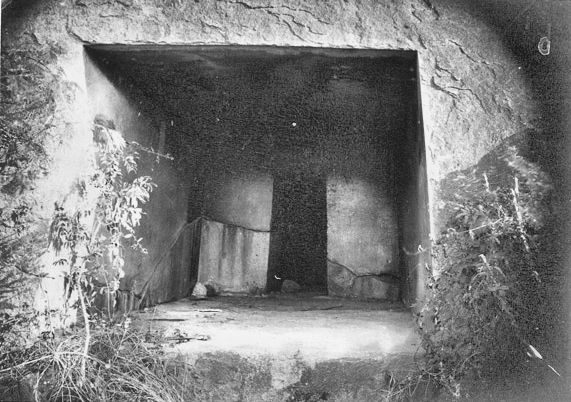
درگاه ورودی و راه‌گذر داخلی

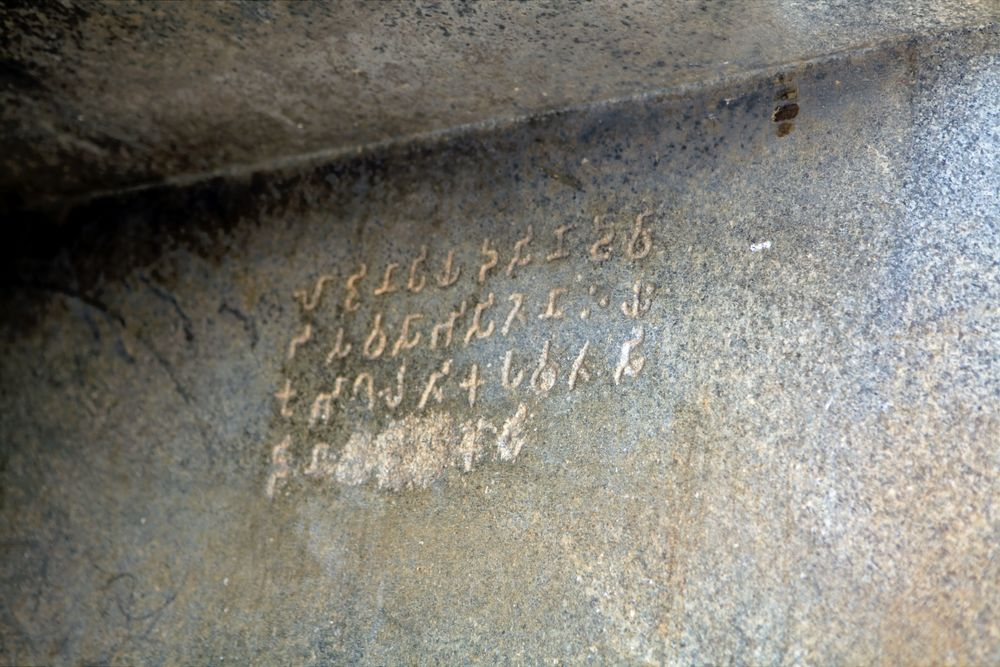
کتیبه وقف شده از سوی آشوکا

## غارهای ناگارجونی
غارهای تپه ناگارجونی چند دهه بعد از غارهای بارابار ساخته شدند و توسط داشاراتا مائوریا، نوه و جانشین آشوکا، هر کدام به فرقه آجیویکا تخصیص داده شدند. این غارها به فاصله ۱٫۶ کیلومتر در سمت شرق غارهای بارابار قرار دادند. سه عدد از غارها در ذیل آمده‌اند:
- گوپیکا در سمت جنوبی تپه، طبق متن یک کتیبه، به فرمان پادشاه داشاراتا نوه آشوکا، کنده‌کاری شده است.
- غار وادیتی-کا-کوبها (Vadithi-ka-Kubha cave) در سمت شمال تپه، در یک رخنه واقع شده است و توسط داشاراتا به پیروان فرقه آجیویکا تخصیص داده شد.
- غار واپیا-کا-کوبها (Vapiya-ka-Kubha cave) در سمت شمال تپه قرار دارد که از سوی داشاراتا به پیروان فرقه آجیویکا تخصیص داده شد

غار گوپیکا
این غار که به نام گوپی یا گوپی-کا-کوبها یا به‌طور ساده‌تر به نام ناگارجونی هم نام برده می‌شود، در میان تمام غارهای مجموعه بارابار، از همه بزرگتر است. (۲۵°۰۰′۳۳″شمالی ۸۵°۰۴′۴۲″شرقی / ۲۵٫۰۰۹۱۱۶°شمالی ۸۵٫۰۷۸۴۲۷°شرقی) این غار شامل تک اتاق مستطیلی شکل به ابعاد ۱۳٫۹۵x۵٫۸۴متر است. دو سمت انتهایی اتاق برخلاف بقیه غارها، دایره‌ای شکل است. غار در کرانه جنوبی تپه قرار دارد و طبق کتیبه‌ای که بالای درگاه حک شده است به فرمان پادشاه داشاراتا، نوه امپراتور آشوکا کنده‌کاری شده است:
"The cave of Gopika, a refuge that will last as long as the sun and the moon, was dug by Devanampiya (beloved of the gods) Dasaratha during his elevation to the throne, to make a hermitage for the most pious Ajivikas "— کتیبه داشاراتا مائوریا در غار گوپیکا حدود سال ۲۳۰ قبل از میلاد.
این غار همچنین در کریدور ورودی دارای کتیبه‌ای متعلق به قرن ۵–۶ میلادی است که «کتیبه غار گوپیکا» نام دارد.
غارهای وادیتیکا و واپیاکا

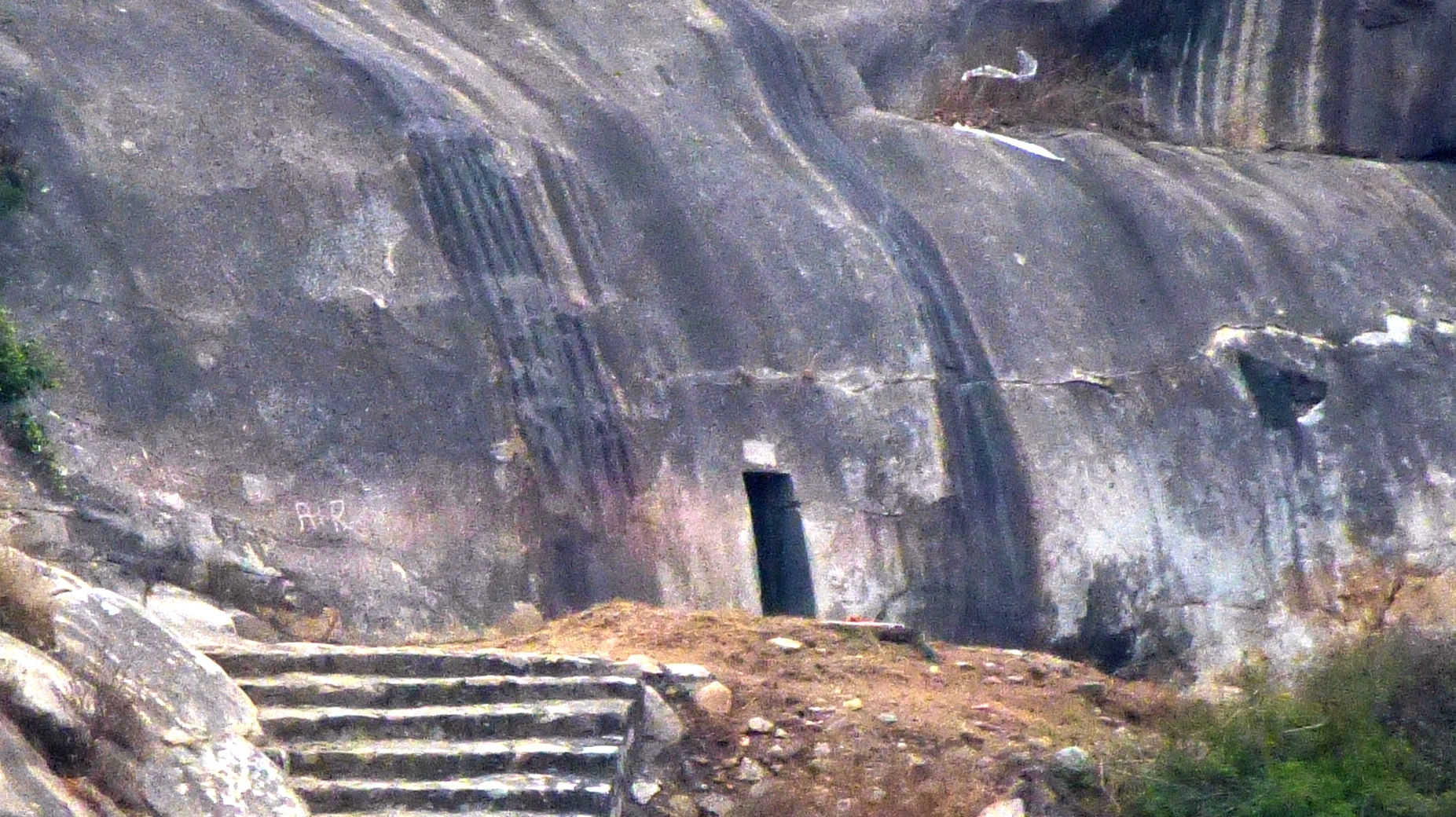
جلوی غار. [http://www.mapability.com/travel/p2i/barabar_7.php Photos

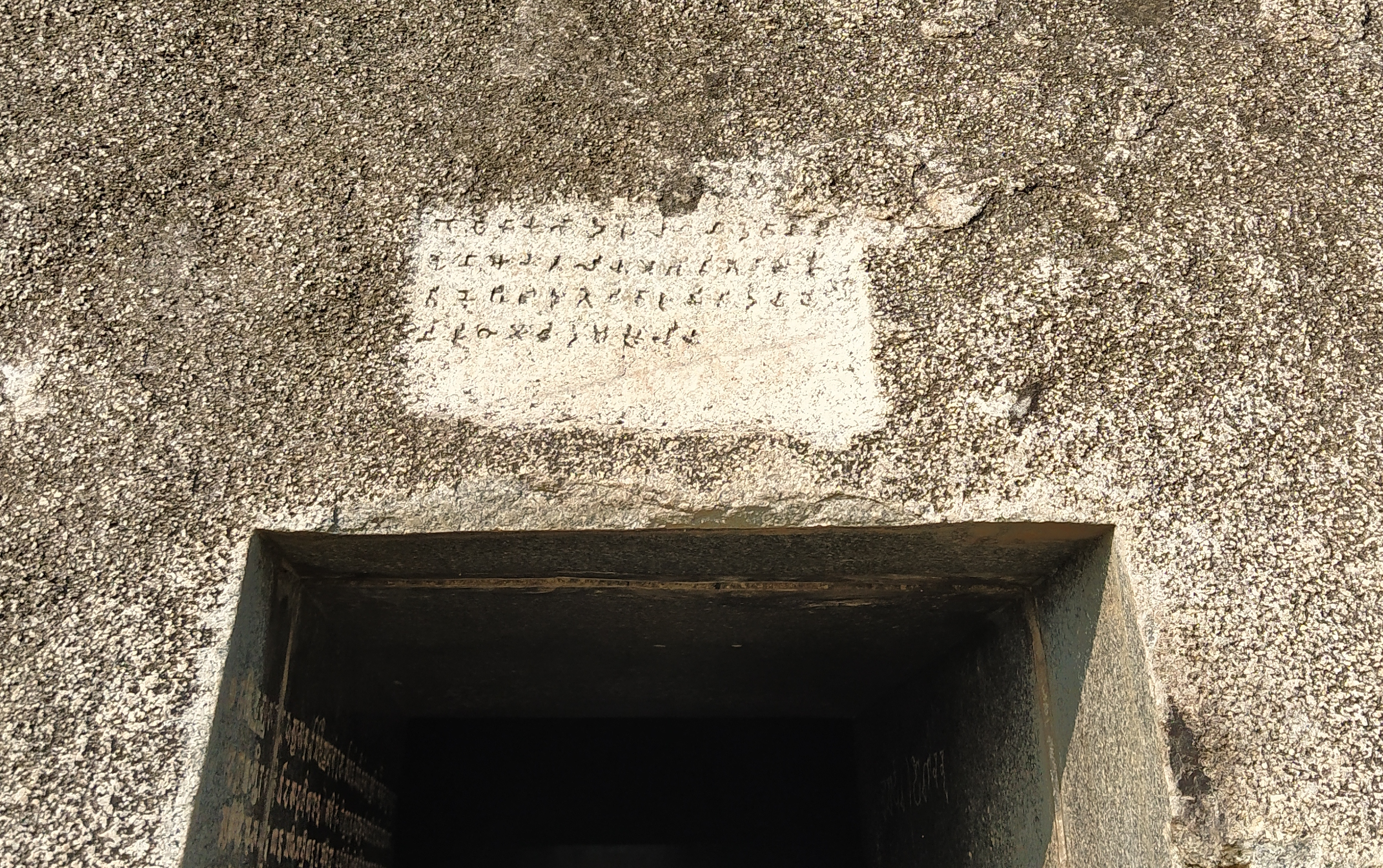
کتیبه اختصاص داده شده توسط داشاراتا مائوریا، نوه آشوکا. در حدود سال ۲۳۰ قبل از میلاد

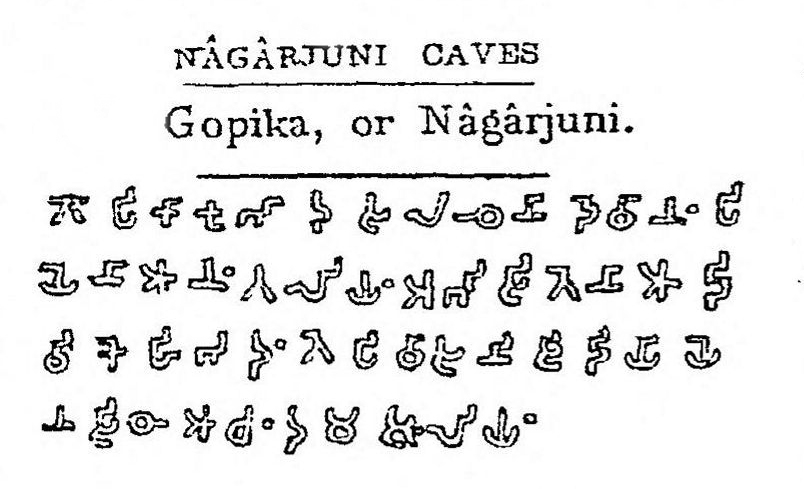
آوا نویسی کتیبه داشاراتا مائوریا

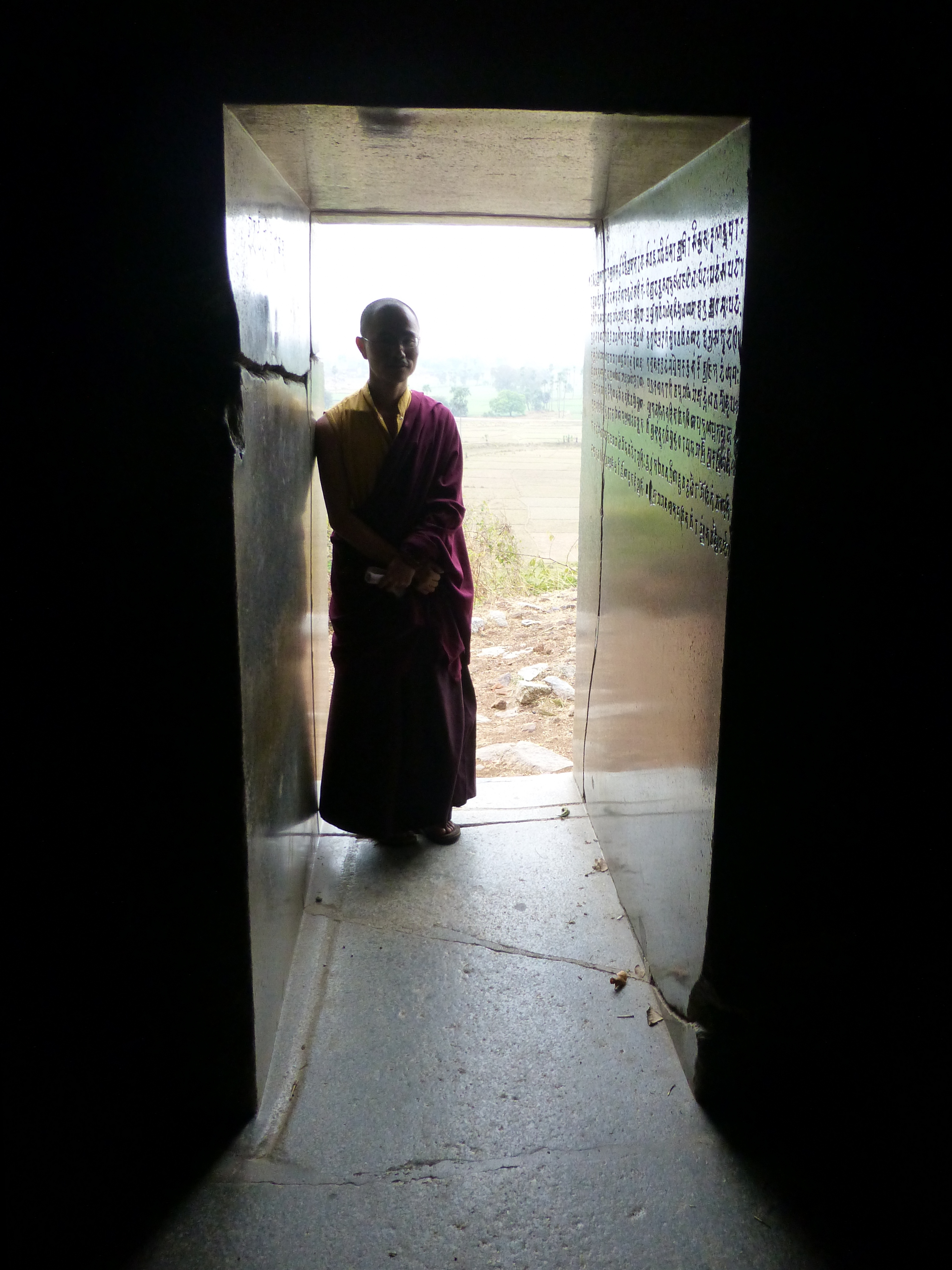
راهرو ورودی، دیوارهای صیقل‌کاری شده به همراه کتیبه غار گوپیکا مربوط به قرن پنجم میلادی

این دو غار در سمت شمال تپه و اندکی در ارتفاع بالاتر قرار دارند. (۲۵°۰۰′۴۱″شمالی ۸۵°۰۴′۳۷″شرقی / ۲۵٫۰۱۱۲۶۱°شمالی ۸۵٫۰۷۶۹۶۳°شرقی) هر چند غارهای کوچکی هستند ولی بسیار زیبا بوده و تمام و کمال تراشیده شده‌اند.
- غار واداتیکا در داخل شکاف بزرگی در صخره واقع شده است. این غار یک تک اتاق مستطیل شکل به ابعاد ۵٫۱۱x۳٫۴۳ متر است که دارای دالانی در درگاه ورودی به ابعاد ۱٫۸۳x۱٫۶۸ متر است. این غار توسط داشاراتا مائوریا، نوه و جانشین آشوکا به فرقه آجیویکا تخصیص داده شد.

 The cave of Vadathika, a refuge that will last as long as the sun and the moon, was dug by Devanampiya (beloved of the gods) Dasaratha during his elevation to the throne, to make it a hermitage for the most pious Ajivikas  — کتیبه از داشاراتا مائوریا در غار واداتیکا. حدود ۲۳۰ سال قبل از میلاد.
این غار همچنین دارای یک کتیبه هندو به فاصله زمانی دورتری به نام کتیبه غار واداتیکا است.
- غار واپیاکا که نیز به نام «غار وِل» (Well Cave) نامیده می‌شود. این غار از یک اتاق مستطیل شکل به ابعاد ۵٫۱۰x۳٫۴۳ متر شکل گرفته است. همچنین این غار از سوی داشاراتا به فرقه آجیویکا تخصیص داده شد و کتیبه‌ای برابر کتیبه غار گوپیکا در آن قرار دارد. غار یک دالان طاقدار زیبا است که به‌طور کامل از گرانیت صیقل‌کاری شده است.

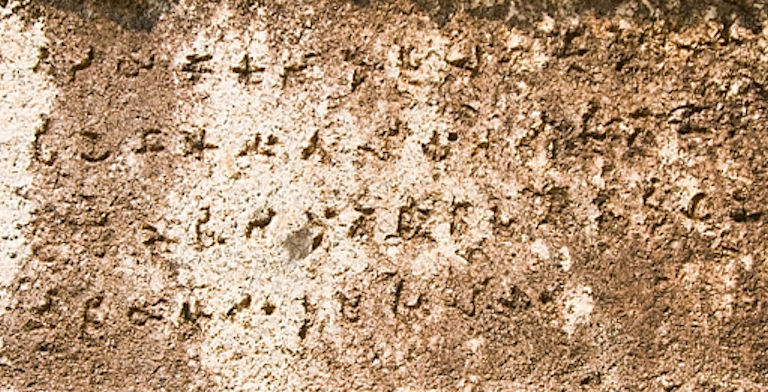
کتیبه اختصاص داده شده توسط داشاراتا به غار واداتیکا در بالای درگاه ورودی، قرن سوم قبل از میلاد.

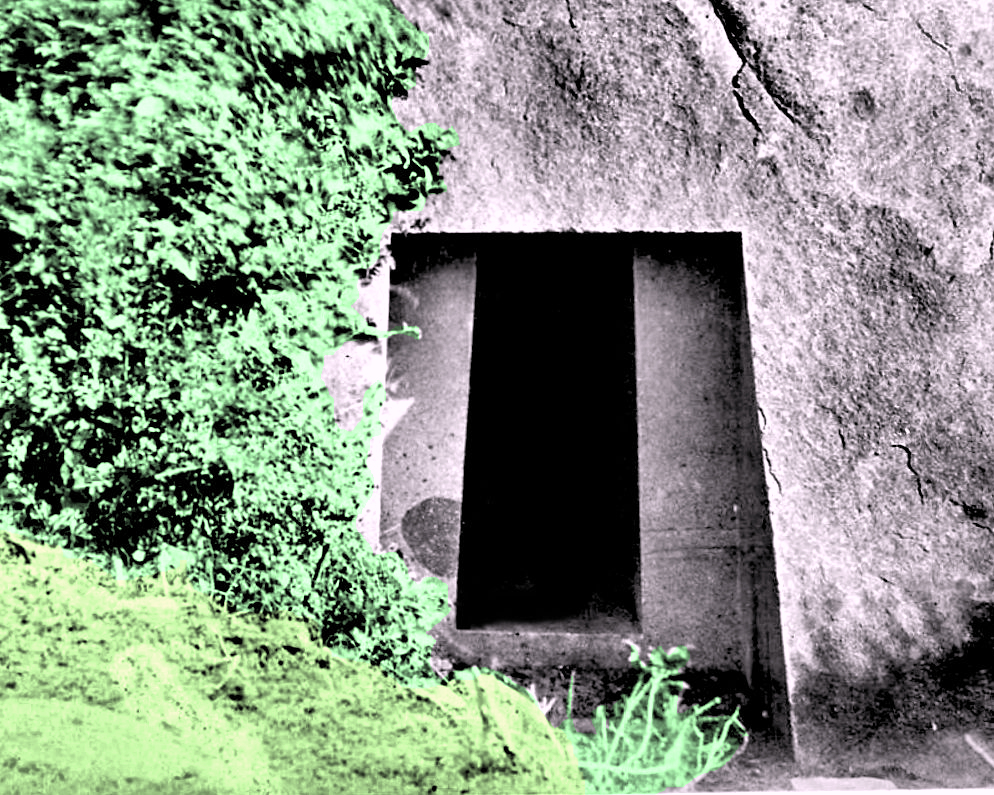
درگاه ورودی غار واپیاکا

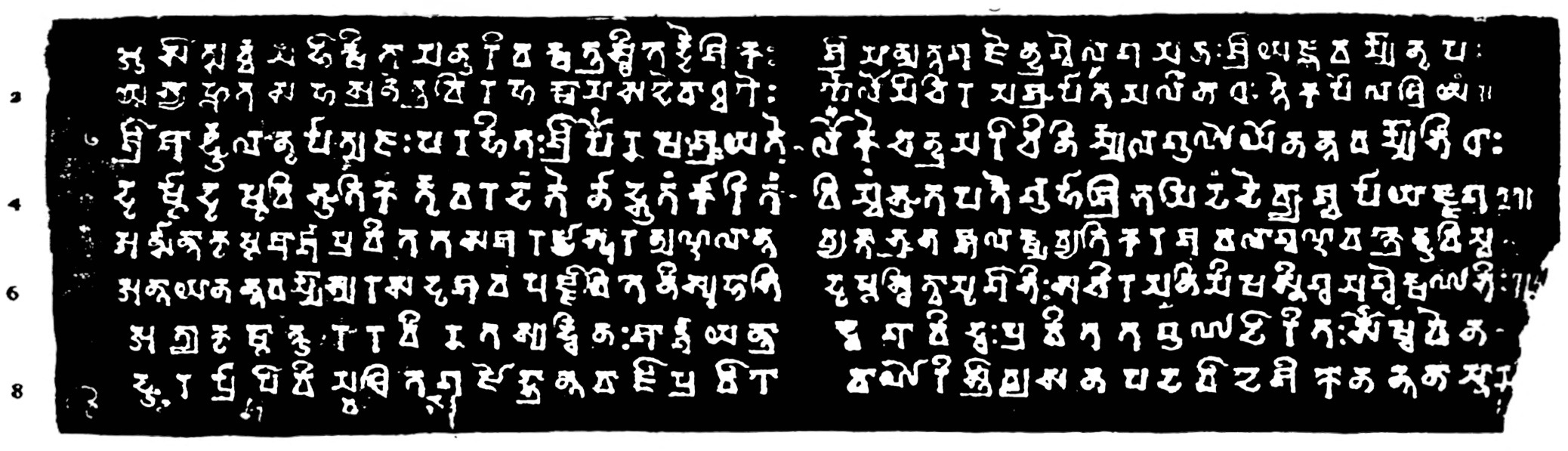
کتیبه غار واداتیکا، قرن ۶–۵ میلادی

## فناوری
غارها در صخره‌ای بسیار سخت از جنس گرانیت کنده‌کاری شده و بعد با انجام صیقل‌کاری عالی روی سطوح داخلی دیوارها، که بازتاب آئینه‌ای بسیار خوب و پژواک ایجاد می‌کنند، تکمیل شدند. صیقل‌کاری درمقیاس زیاد، یادآور صیقل‌کاری روی سطوح کوچکتر تندیس مائوریا است که به‌طور ویژه روی ستونها و سرستونهای ستونهای آشوکا قابل مشاهده است.
جان مارشال یک بار در مورد تندیس مائوریایی نظر داد که «دقت و ریزه‌کاری شگفت‌آور که مشخصه تمام آثار مائوریایی است با اینکه هرگز جسارت نمی‌کنیم عنوان کنیم که حتی از عالی‌ترین کیفیت بناهای آتنی پیشی گرفته است.»

## کتیبه‌های آشوکا (حدود ۲۵۰ سال قبل از میلاد)
کتیبه‌های آشوکا در غارهای بارابار در طی دوازدهمین و نوزدهمین سال حکمرانی آشوکا (به ترتیب در حدود ۲۵۸ سال قبل از میلاد و ۲۵۱ سال قبل از میلاد) در جهت وقف در تعدادی از غارها برای فرقه آجیویکاها، فرقه‌ای از زاهدان که در دوره بودیسم و جینیسم جلوه‌گر شدند، حکاکی گردیدند. مدتی بعد واژه «Ajivikas» در کتیبه توسط اسکنه، شاید توسط رقیبان مذهبی، مخدوش شده‌اند در دوره‌ای که خط براهمی هنوز قابل فهم بود (ممکن است قبل از قرن ۵ میلادی بوده باشد). با این حال کتیبه‌های اصلی با عمق زیاد حکاکی شده و به آسانی قابل رمزگشایی هستند.
کتیبه‌های آشوکا در غارهای بارابار، بخشی از «احکام صخره‌ای جزئی» آشوکا بوده که درون سه غار به نام سوداما، ویسواکارما و کارنا چوپار به چشم می‌خورند. در حالی که در غار لوماس ریشی هیچ کتیبه‌ای از آشوکا موجود نیست که شاید به خاطر این بوده باشد که این غار به علت مخاطرات ساختاری لغزش صخره هیچگاه تکمیل نگردید.
آشوکا و ساخت غارها
افزون بر اینکه کتیبه‌های درون غارها مشخص می‌سازد که آنها در طی دوازدهمین سال حکمرانی آشوکا (۲۵۰ سال قبل از میلاد) ساخته شده‌اند، نظر عموم بر این است که ساخت غارها به دوره حکمرانی او بازمی‌گردد. با توجه به این واقعیت که غار ویسواکارما در دوازدهمین سال حکمرانی او وقف نگردید، فرضیه ساخت تدریجی غارها در دوره آشوکا را ثابت می‌کند. به‌طور مشابه با در نظر گرفتن این واقعیت که غارهای تپه ناگارجونی توسط آشوکا وقف نگردیده است بلکه توسط جانشین او داشاراتا اختصاص داده شد، حاکی از این است که این غارها بعد از حکمرانی آشوکا ساخته شده‌اند.

## کتیبه‌های داشاراتا مائوریا (حدود ۲۳۰ سال قبل از میلاد)

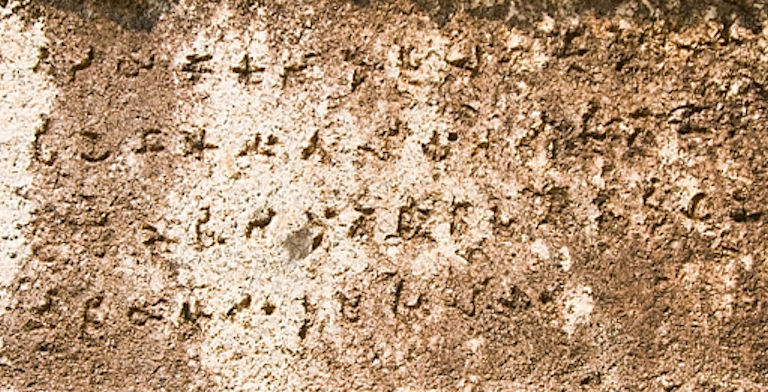
کتیبه اختصاص داده شده داشاراتا مائوریا در بالای درگاه ورودی غار واداتیکا.

داشاراتا مائوریا، نوه و جانشین سلطنت آشوکا، کتیبه وقفی را درون سه غار دیگر درج کرد و گروه غارهای ناگارجونی (غارهای گوپیکا، واداتی و واپیا) را در تپه‌های بارابار شکل داد. نظر کلی بر این است که قدمت ساخت این غارها به دوران حکمرانی او بازمی‌گردد.
در پی دست گرفتن سلطنت توسط داشاراتا، سه غار به فرقه آجیویکا پیشکش گردید و تأیید می‌کند که این سه غار در حدود ۲۳۰ سال قبل از میلاد در حال استفاده توسط فرقه آجیویکا بودند و بودیسم، تنها مذهب منحصر به فرد مائوریا در آن دوره نبود.
این سه غار، همچنین با صیقل‌کاری بسیار پیشرفته درون دیوارهای گرانیتی غارها توصیف می‌شوند که دوباره بر این نکته تأکید دارد که تکنیک صیقل‌کاری مائوریایی بعد از سلطنت آشوکا از بین نرفته بود.
| ترجمه متن کتیبه به انگلیسی | پراکریت در خط براهمی (متن اصلی در غارهای ناگارجونی) |
| --- | --------------------------------------------------- |
| Inscription of Gopika cave: "The cave of Gopika, a refuge that will last as long as the sun and the moon, was dug by Devanampiya (beloved of the gods) Dasaratha at from his elevation to the throne, to make it a hermitage for the most pious Ajivikas ". Inscription of Vapiyaka Cave: "Vapiyaka Cave, a refuge that will last as long as the sun and the moon, was dug by Devanampiya (beloved of the gods) Dasaratha during his elevation to the throne, to make it a hermitage for the most pious Ajivikas ". Inscription of Vadathika Cave: "Vadathi Cave, a refuge that will last as long as the sun and the moon, was dug by Devanampiya (beloved of the gods) Dasaratha during his elevation to the throne, to make it a hermitage for the most pious Ajivikas ". |                                                     |

## کتیبه‌های هندو متعلق به قرن پنجم _ ششم میلادی

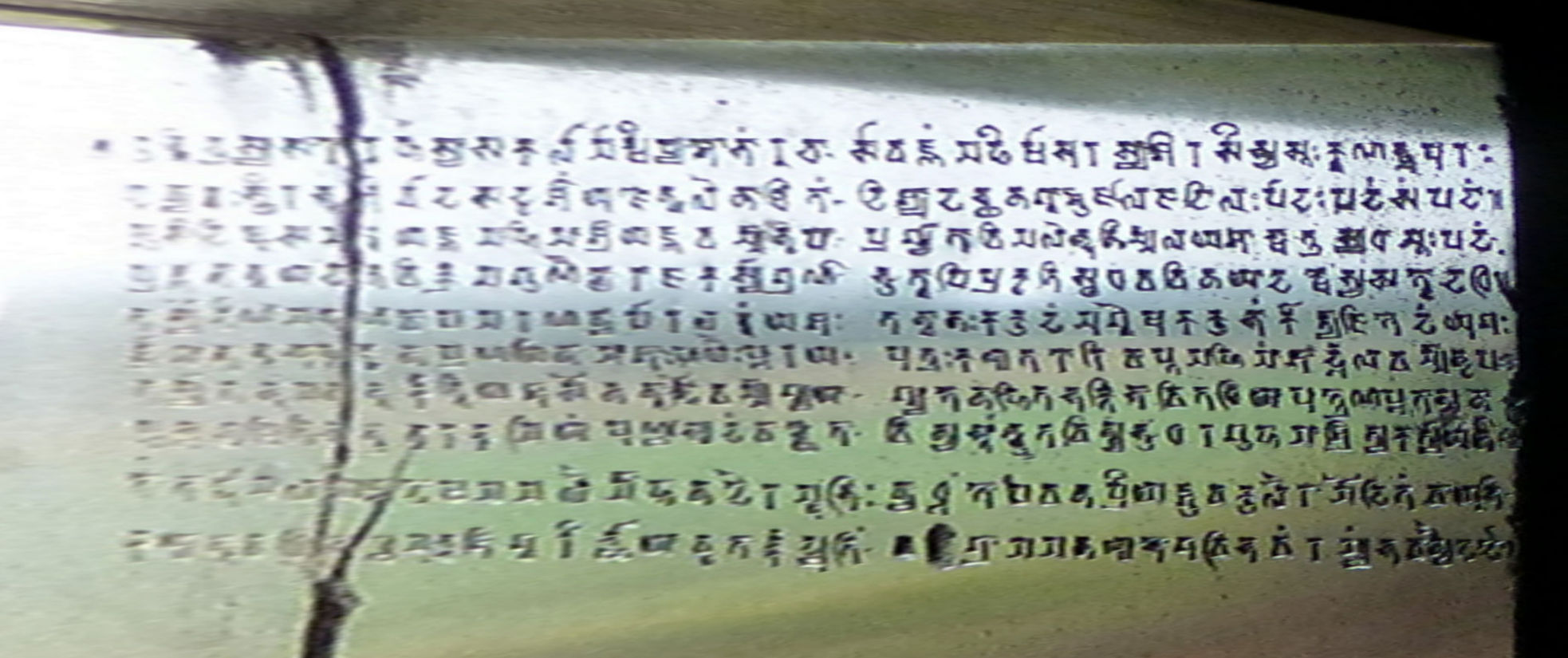
کتیبه غار گوپیکا از پادشاه آنانتاوارمان، قرن پنجم _ ششم میلادی در ورودی غار گوپیکا.

تعدادی کتیبه هندو از پادشاه آنانتاوارمان متعلق به قرن پنجم _ ششم میلادی، در گروه غارهای ناگارجونی، همان غارهایی که کتیبه‌های وقفی داشاراتا قرار دارند، وجود دارد که کتیبه غار گوپیکا، کتیبه غار واداتیکا و همچنین کتیبه‌ای از آنانتاوارمان در بالای ورودی غار لوماس ریشی هستند. همچنین تعدادی کتیبه دارای متن کوتاه از دوره امپراتوری گوپتا وجود دارد که به‌طور کلی در دالان‌های ورودی حک شده و تقریباً در تمام غارها پخش هستند. فقط غار ویواسکارما بعد از کتیبه وقفی آشوکا هیچ کتیبه‌ای در خود ندارد.
| ترجمه متن اصلی به انگلیسی | اصل متن به زبان سانسکریت (متن اصلی در غار لوماس ریشی) |
| --- | ----------------------------------------------------- |

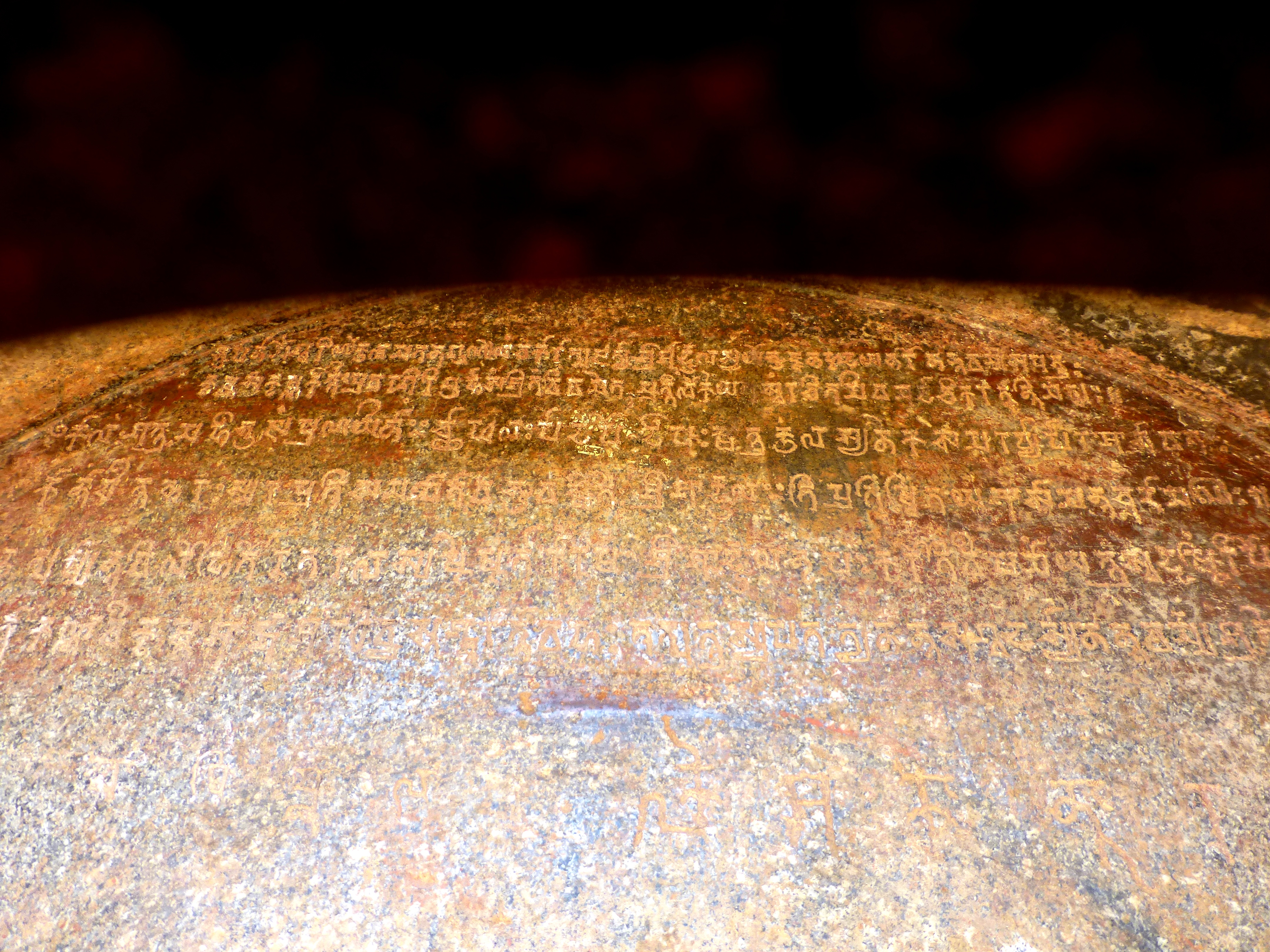
کتیبه آنانتاوارمان در بالای ورودی غار لوماس ریشی

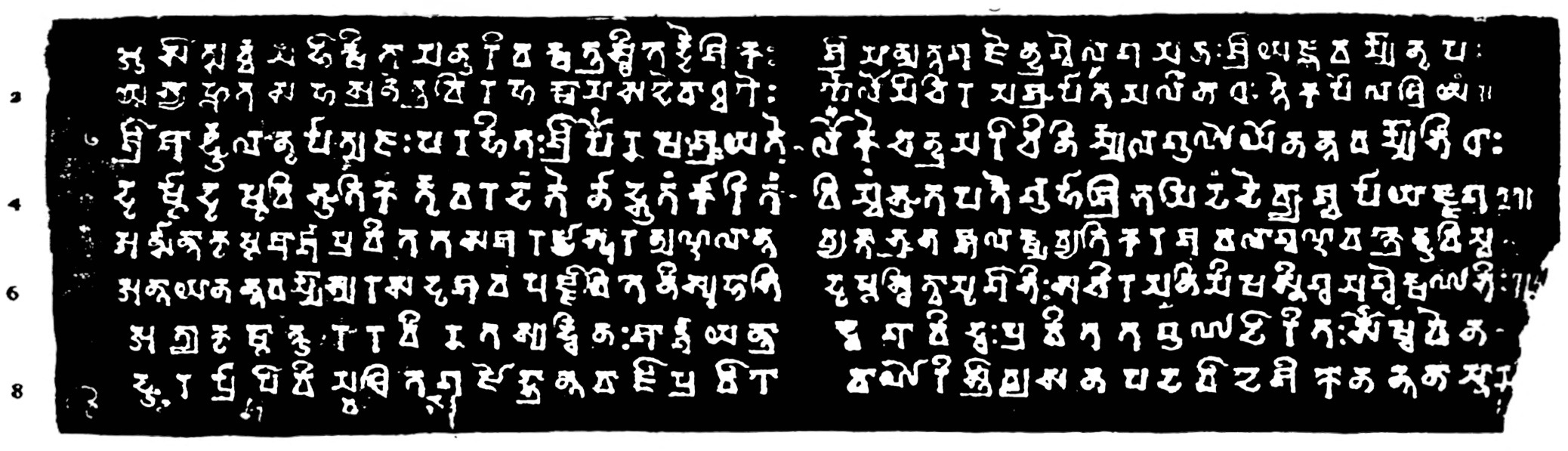
کتیبه آنانتاوارمان در غار واداتیکا

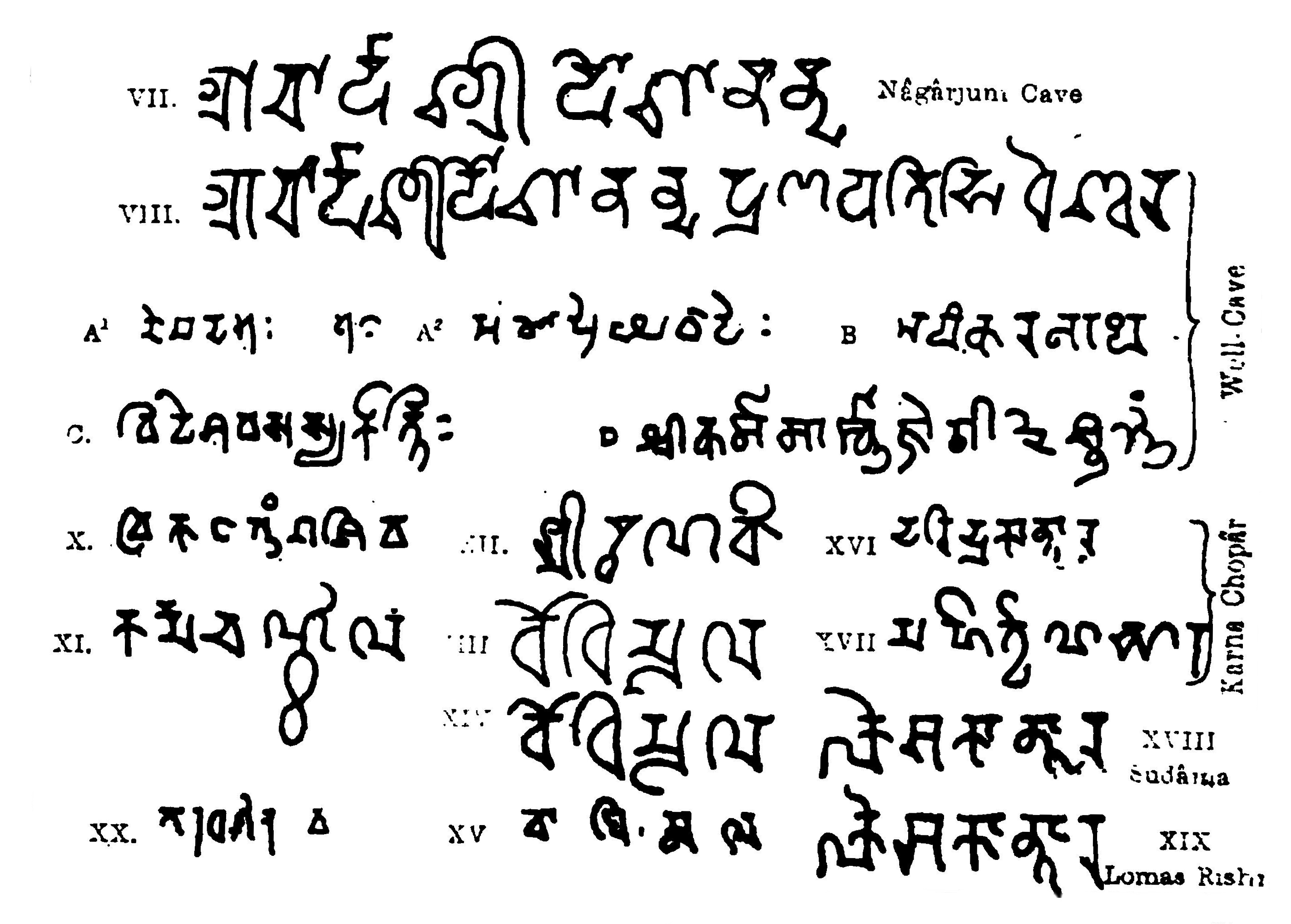
کتیبه کوتاهی مربوط، به دوره امپراتوری گوپتا

| Om! He, Anantavarman, who was the excellent son, captivating the heart of mankind, of the illustrious Sardaula, and who, possessed of very great virtues, adorned by his own (high) birth in the family of Maukhari kings, - him, of unsullied fame, with joy caused to be made, as if it were his own fame represented in bodily form in the world, this beautiful image, placed in (this) cave of the mountain Pravaragiri, of the (god) Krishna. (Line 3.) - The illustrious Sardula, of firmly established fame, the best among chieftains, became the ruler of the earth, he who was a very death to hostile kings; who was a tree the fruits of which were the (fulfilled) wishes of his favourites; who was the torch of the family of the warrior caste, which is glorious through waging many battles; (and) who, charming the thoughts of lovely women, resembled (the god) Smara. (L. 5.) - On whatsoever enemy the illustrious king Sardula casts in anger his scowling eye, the expanded and tremulous and clear and beloved pupil of which is red at the comers between the uplifted brows,— on him there falls the death-dealing arrow, discharged from the bowstring drawn up to (his) ear, of his son, the giver of endless pleasure, who has the name of Anantavarman. Corpus Inscriptionum Indicarum, Fleet p.223 |                                                       |

## غارهای وابسته

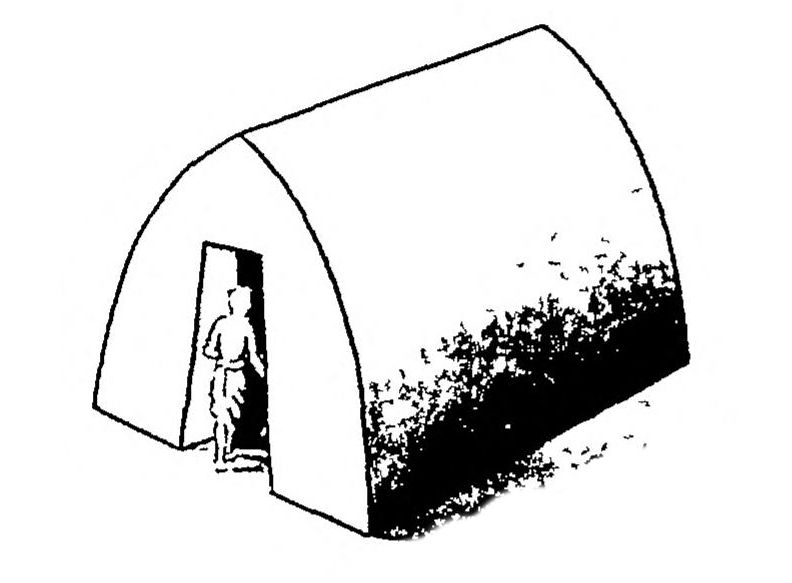
غار سیتاماری.

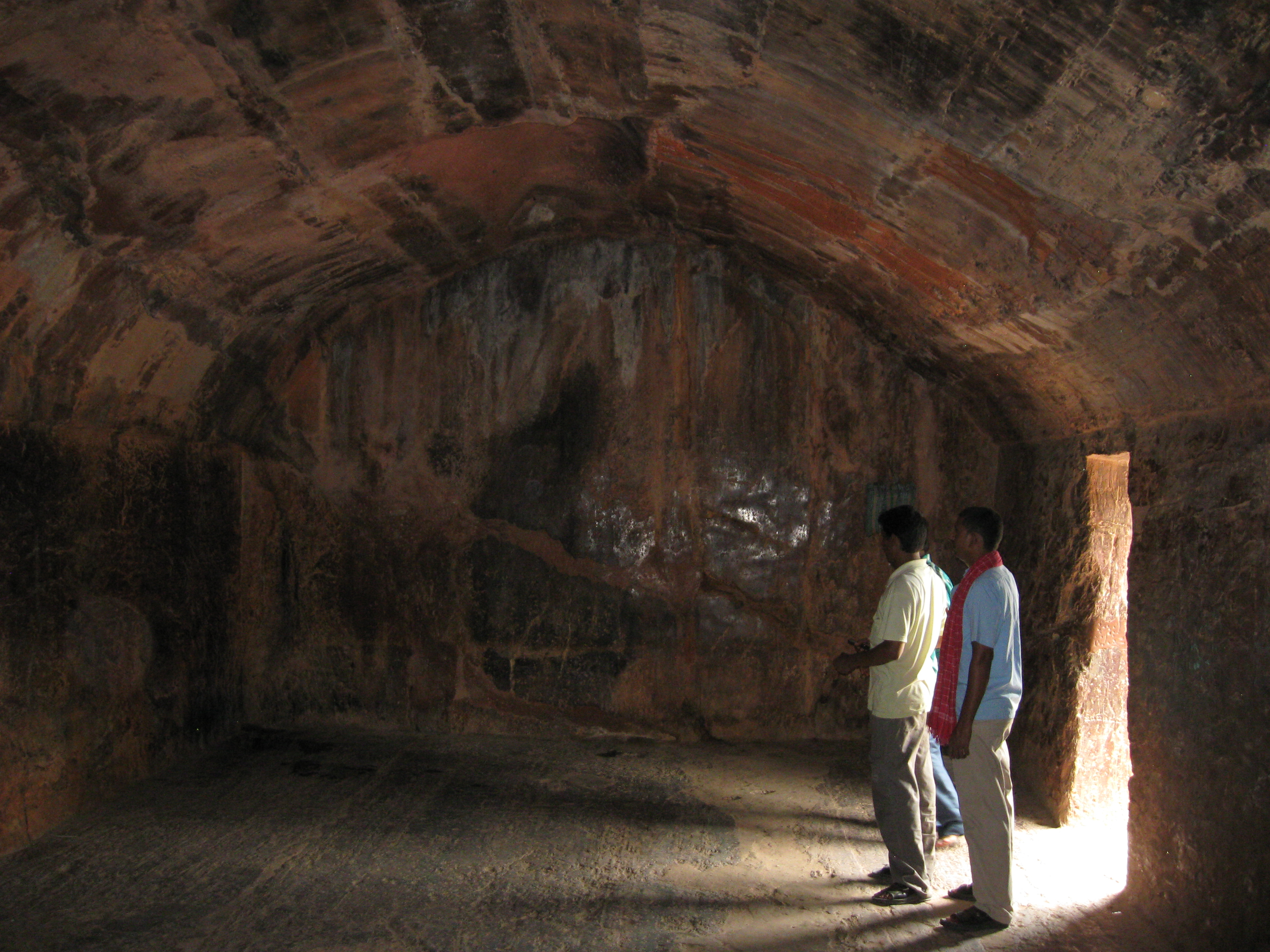
غارهای سان بهاندار(Son Bhandar Caves)

غار دیگری با ساختار و کیفیت صیقل‌کاری مشابه غارهای بارابار وجود دارد که هیچگونه کتیبه‌ای در آن موجود نیست. این غار که قدمتش به دوره امپراطوری مائوریا بازمی‌گردد غار سیتاماری نام داشته که در فاصله ۲۰ کیلومتری از راجگیر و ۱۰ کیلومتری جنوب‌غربی هیسوا (Hisua) قرار دارد. این غار کوچکتر از غارهای بارابار بوده و ابعاد آن ۴٫۹۱x۳٫۴۳ متر است و ارتفاع سقف آن ۲٫۰۱ متر می‌باشد. مقطع درگاه آن ذوزنقه‌ای شکل است.
در نهایت، غارهای سان بهاندار آیین جین در راجگیر که به‌طور کلی قدمت آنها به قرن دوم _ چهارم میلادی میلادی بازمی‌گردد، با این حال از ساختار جامعی بهره برده‌اند که یادآور غارهای بارابار و برخی نواحی کوچک صیقل‌کاری نامنظم است، این امر منجر شده که مؤلفان این نکته را مطرح نمایند که در واقع، قدمت این غارها ممکن است هم دوره با غارهای بارابار یا حتی قدیمی‌تر از قدمت آنها باشد و به آسانی یک سابقه و سیر تکاملی را برای غارهای بارابار به وجود آورد.

## تندیس هندو
بیرون غارهای بالای تپه، به فاصله ۶۰۰ متری از آنها (۲۵°۰۰′۴۱″شمالی ۸۵°۰۳′۴۵″شرقی / ۲۵٫۰۱۱۵۲۴°شمالی ۸۵٫۰۶۲۵۵۳°شرقی)، معبد واناوار شیو ماندیر (Vanavar Shiv Mandir) و نمونه‌های زیادی از تندیس‌های کوچک هندو قرار دارند.

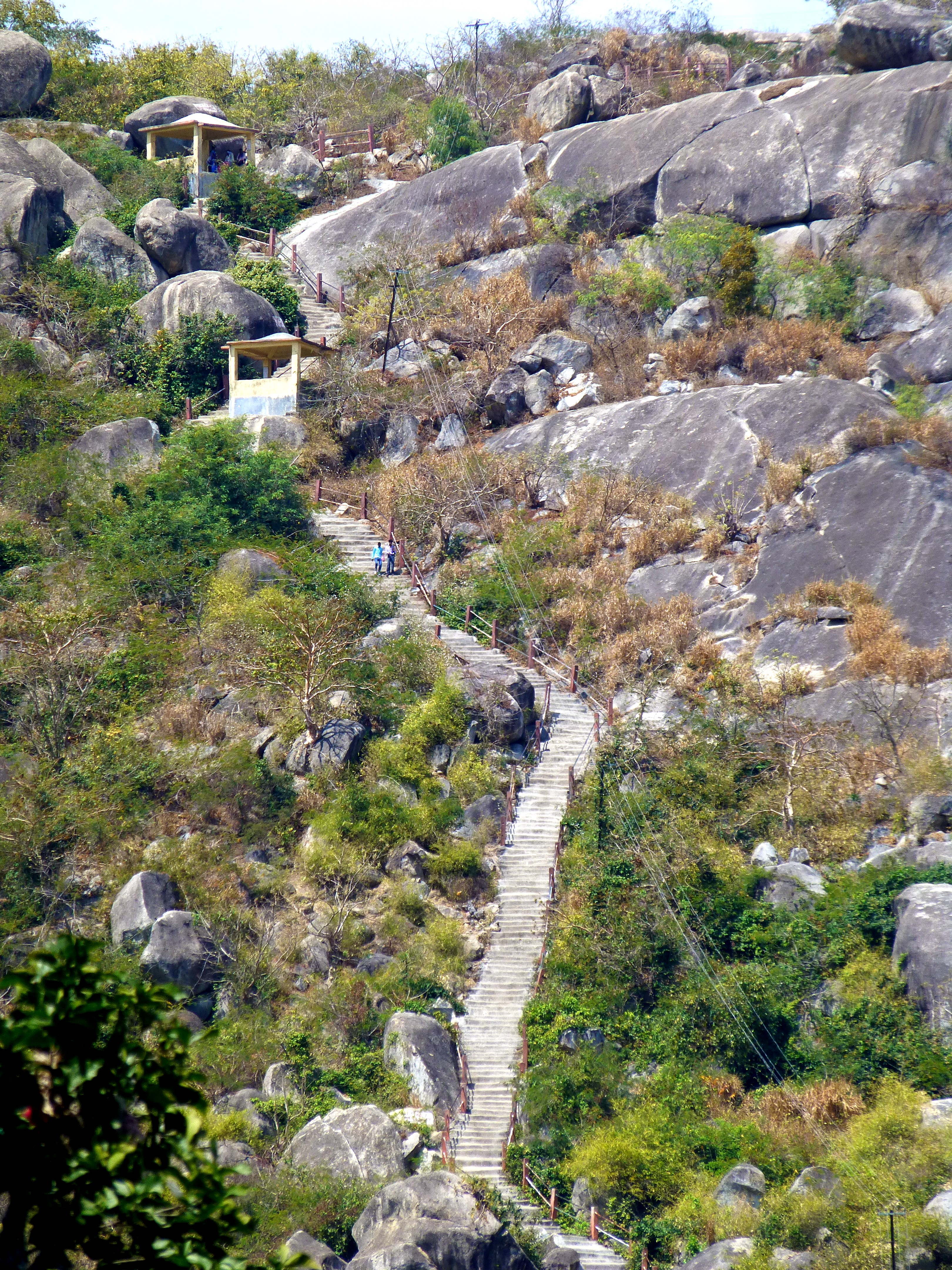
مسیر منتهی به معبد هندو

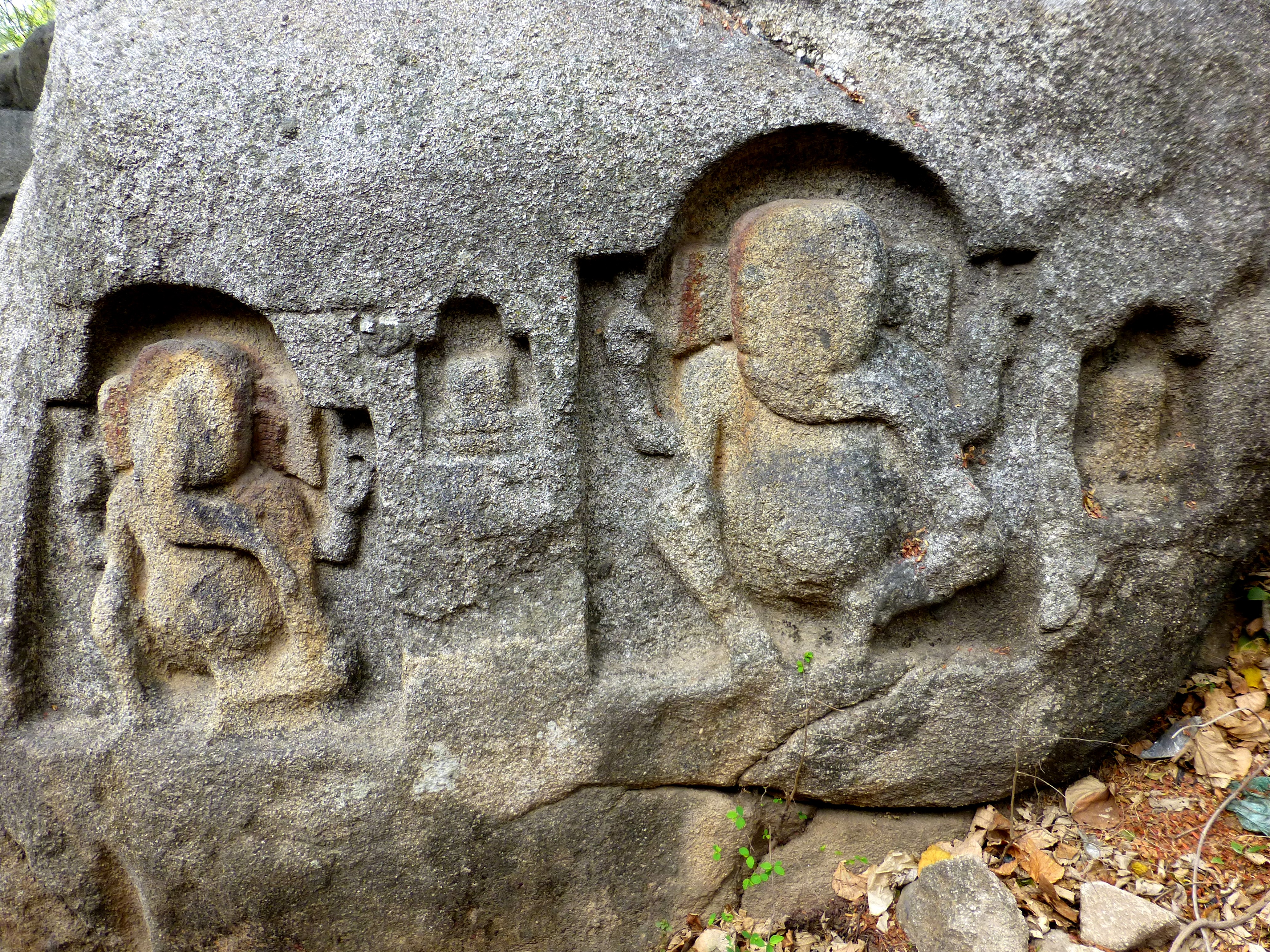
تندیس‌هایی از گانش

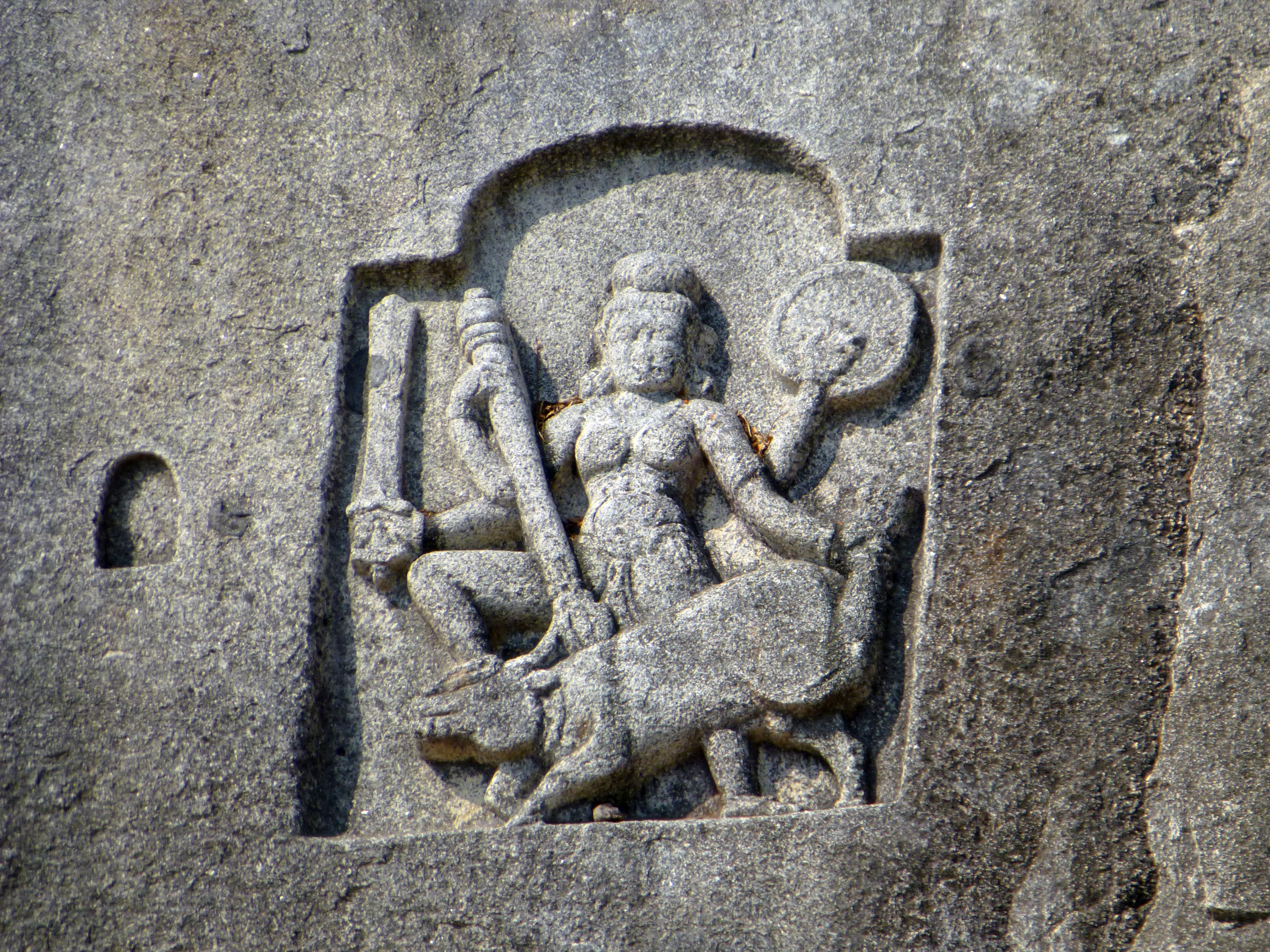
تندیس دورگا

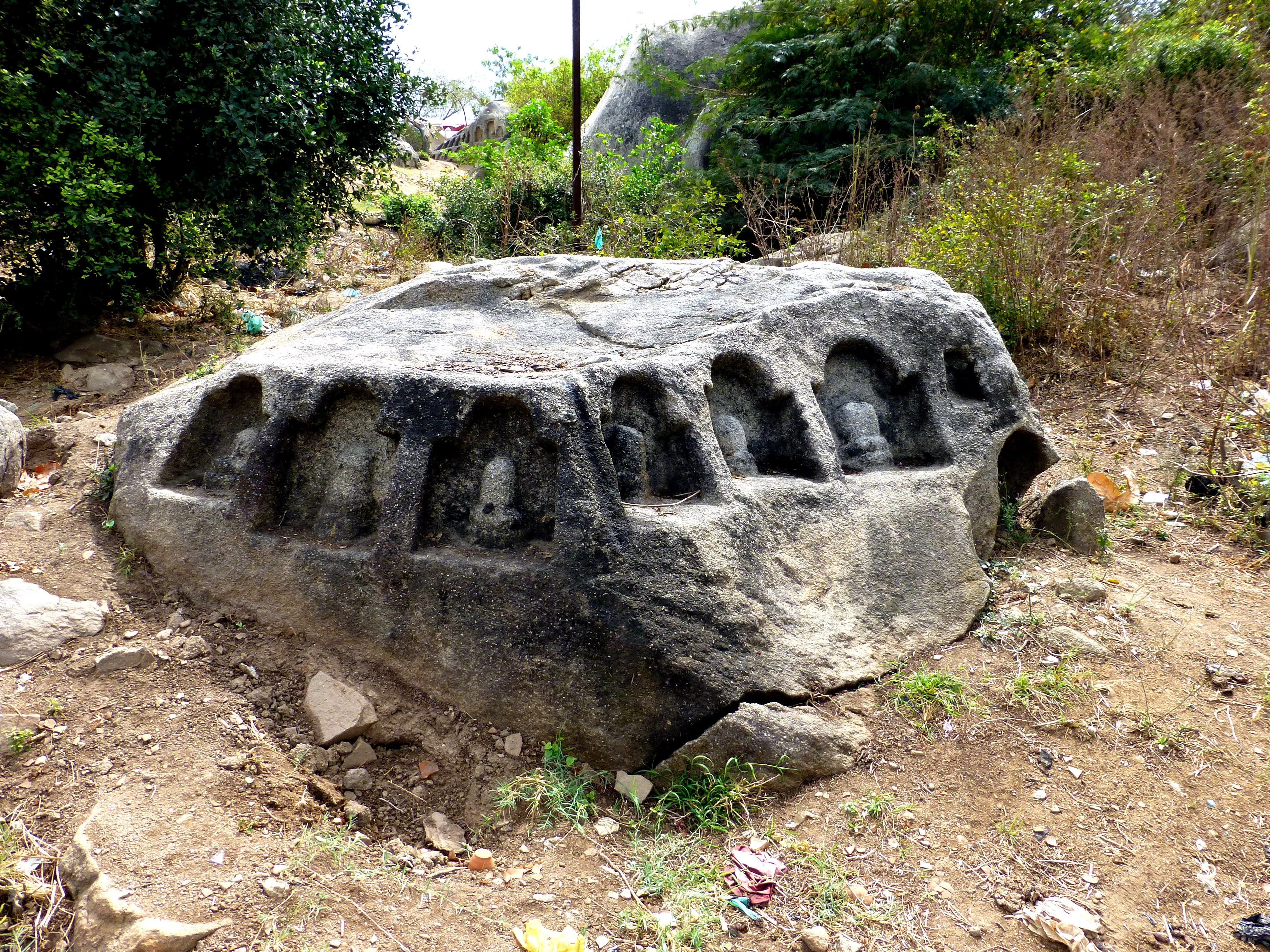
کنده‌کاری لینگام در صخره

## نکات
1. 1 2 3  Sir Alexander Cunningham (1871). Four Reports Made During the Years, 1862-63-64-65. Government Central Press. pp. 43–52.
2. 1 2 3 4 5 6  Harle 1994.
3. 1 2 3 4 5 6 7  Michell 1989.
4. 1 2  "Sculptured doorway, Lomas Rishi cave, Barabar, Gya". www.bl.uk (به انگلیسی). Retrieved 11 May 2017.
5. ↑  Bradshaw, David (12 April 2007). The Cambridge Companion to E. M. Forster. Cambridge University Press. pp. 188–. ISBN 978-0-521-83475-9.
6. ↑  «انفجار در معادن غارهای تاریخی هند را تهدید می‌کند». خبرگزاری دانشجویان ایران (ایسنا). ۲۸ خرداد ۱۳۸۶. دریافت‌شده در ۵ مرداد ۱۴۰۳.
7. 1 2 3 4 5  Gupta, Swarajya Prakash (1980). The Roots of Indian Art. Delhi: B. R. Publishing Corporation. pp. 211–215. ISBN 9788176467667. Retrieved 10 April 2023.
8. 1 2 3 4 5 6 7 8 9 10 11  Buddhist Architecture par Huu Phuoc Le p.102
9. 1 2  Fogelin, Lars (2015). An Archaeological History of Indian Buddhism (به انگلیسی). Oxford University Press. p. 26. ISBN 978-0-19-994822-2.
10. 1 2 3 4  Le, Huu Phuoc (2010). Buddhist Architecture (به انگلیسی). Grafikol. p. 104. ISBN 978-0-9844043-0-8.
11. 1 2 3 4 5  Falk, Harry (January 2010). The diverse degrees of authenticity of Aśokan texts (به انگلیسی). p. 10.
12. ↑  Hultzsch, Eugen (1925). Inscriptions of Asoka. New Edition by E. Hultzsch (به سانسکریت). pp. 181–182.
13. ↑  Visible to the right of the entrance on this photograph
14. ↑  Harry Falk, "Barabar Reconsidered", 2007, in South Asian Archaeology 1999, ed. E. Raven, pp. 245-251
15. ↑  Four Reports Made During The Years 1862-63-64-65 p.45
16. ↑  Photos
17. 1 2  Le, Huu Phuoc (2010). Buddhist Architecture (به انگلیسی). Grafikol. p. 102. ISBN 978-0-9844043-0-8.
18. ↑  Four Reports Made During the Years, 1862-63-64-65 p.48
19. 1 2  Ashoka in Ancient India by Nayanjot Lahiri ص. 231
20. ↑  The Early History of India by Vincent A. Smith
21. ↑  Annual report 1906-07 p.89
22. ↑  "Thus " of the seven caves, two in the Barabar Hill and three in the Nagarjuni Hill mention the grant of those caves to the ' Ajivikas ' (Ajivikehi). In three cases the word Ajivikehi had been deliberately chiselled off" in Shah, Chimanlal Jaichand (1932). Jainism in north India, 800 B.C. -A.D. 526 (به انگلیسی). Longmans, Green and co.
23. ↑  Basham, Arthur Llewellyn (1981). History and Doctrines of the Ajivikas, a Vanished Indian Religion (به انگلیسی). Motilal Banarsidass Publ. p. 157. ISBN 9788120812048.